# Lac de Saint-Cassien
Le lac de Saint-Cassien est un lac de barrage français situé en Provence, dans le sud-est du département du Var, dans la communauté de communes du Pays de Fayence, nommé d'après Saint Cassien.
Il est bordé au nord et à l'ouest par les communes de Montauroux et de Callian et au sud et à l'est par les communes de Tanneron et des Adrets-de-l'Estérel. Au sud-ouest se trouve les Estérets-du-Lac (quartier de la commune de Montauroux).
Ses plus grandes dimensions varient de trois kilomètres (petit axe est-ouest) à sept kilomètres (grand axe nord-sud). Le barrage retient 60 millions de m3 d'eau. Avec 430 ha de superficie, il est le plus vaste plan d'eau de l'Esterel. Les villes de Cannes et Saint-Raphaël puisent une partie de leurs ressources en eau dans ce lac.

## Histoire
Situé plus au nord que le barrage de Malpasset, et construit après sa rupture tragique le 2 décembre 1959 à 21 h 13, entre 1962 et 1965, le barrage de Saint-Cassien fut mis en service en 1966. À l'origine, la retenue de Saint-Cassien alimentée par un canal de dérivation de la Siagne dans sa partie moyenne, et accessoirement le Riou Blanc, devait suppléer les insuffisances de la retenue de Malpasset, alimentée par le Reyran asséché en été, et garantir l'alimentation en eau des villes et villages du sud-est du Var et de l'extrême sud-ouest des Alpes-Maritimes.

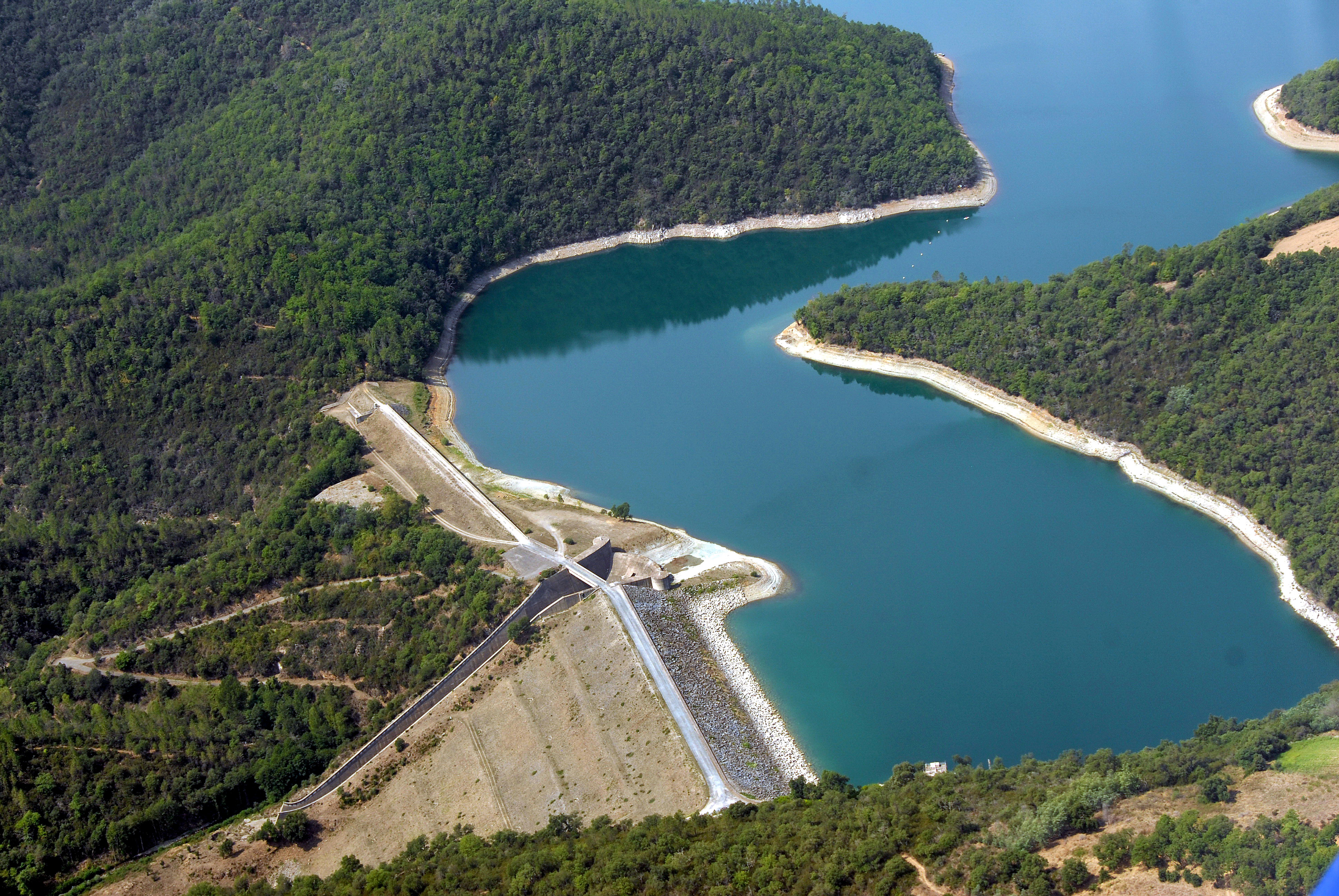
Le barrage.
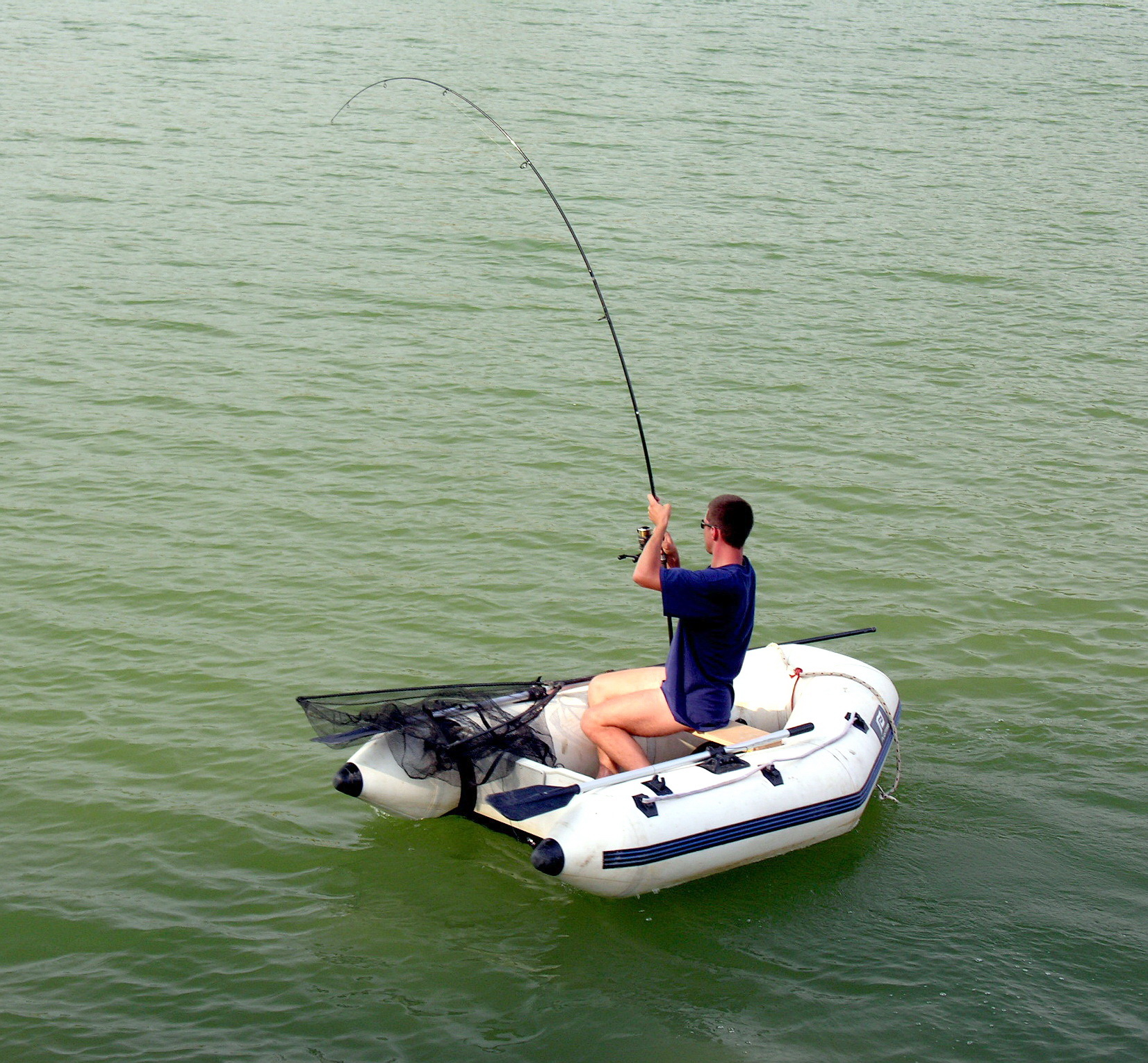
Pêcheur au lancer sur le lac.
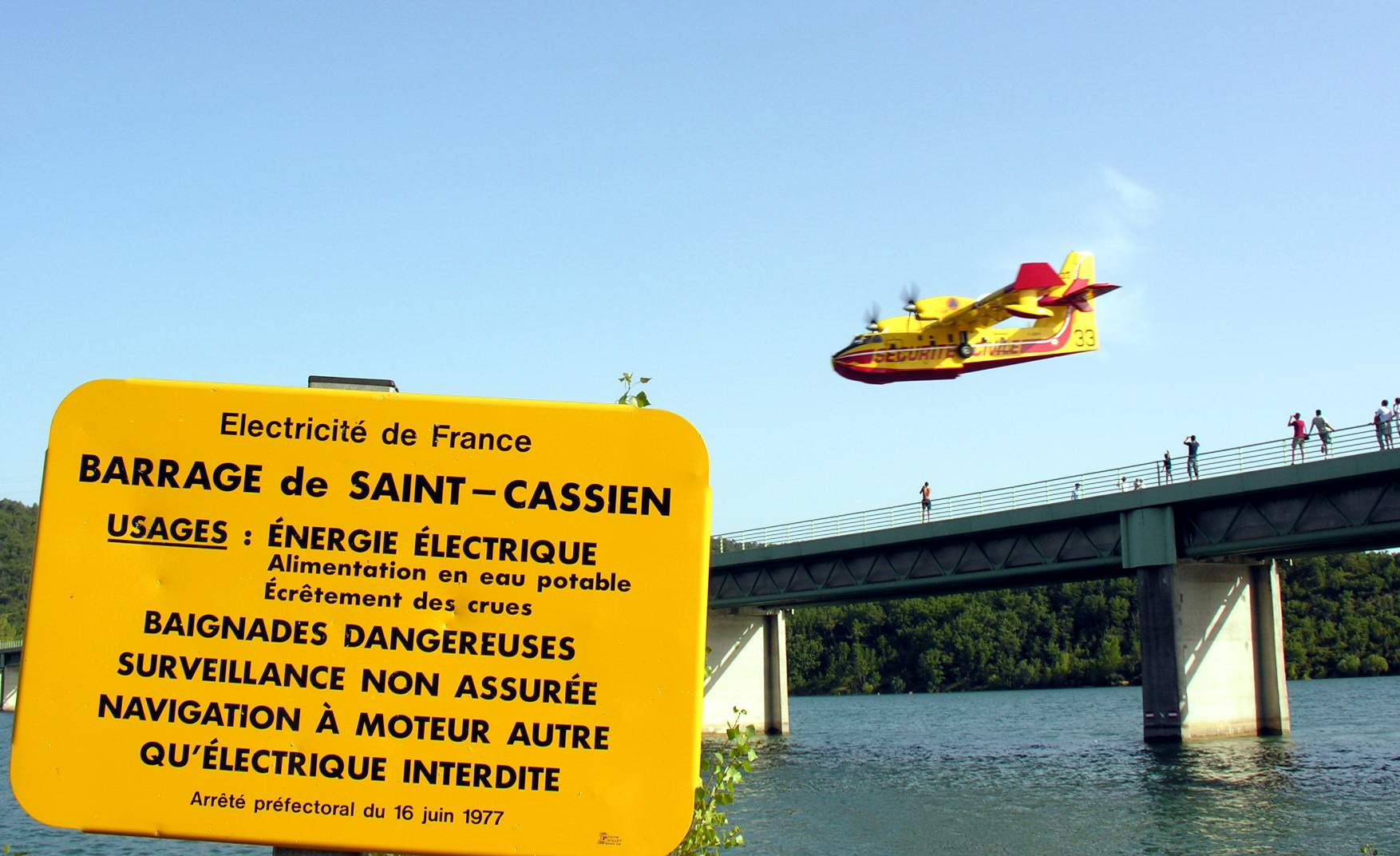
Le lac sert à l'écopage des canadairs lors des incendies qui touchent les forêts méditerranéennes.

## Description
Le barrage est construit en remblai. Il culmine à la cote 158,50 m NGF. Sa cote nominale de retenue est à 147,35 m et sa cote minimale de réserve utile à 138,50 m. Le 16/09/2006, du fait de la sécheresse, le plan d'eau a atteint sa cote la plus basse : 139,92 m.
Comme la retenue de Malpasset auparavant, le plan d'eau noie sur sept kilomètres l'aqueduc romain de Mons à Fréjus, dans lequel fut installée en 1894 une conduite moderne en ciment.

## Autour du barrage
En 1988, dans sa partie ouest, fut créée la réserve ornithologique de Fondurane de 43 hectares gérée depuis par le C.E.E.P (Conservatoire Études des Écosystèmes de Provence).
Le lac est coupé en son centre par le Pont du Pré-Claou (route départementale 37) et par la ligne très haute tension de 400 000 volts vers Carros et Le Broc.
C'est aujourd'hui un lieu touristique au creux des collines abruptes du Midi. De nombreux aménagements ont été réalisés : criques, accès aux plages, parkings, restaurants, location de pédalos, etc.

## Sport et activités
La Ligue Côte d'Azur de la Fédération française d'aviron y a installé son centre d'entraînement. Le club nautique de Saint-Cassien est situé à Montauroux au bord du lac. L'Aviron Saint-Cassien est le 13e club de France en compétition pour les jeunes et le premier club du Var et des Alpes-Maritimes.
La base dispose de 1000 m² de garage à bateaux, de 300 m² de locaux administratifs dont une salle de réunion et une salle de musculation. La structure accueille le Pôle Espoir Aviron Côte d’Azur. Des équipes nationales et étrangères s’y rendent régulièrement pour les conditions en général calmes du bassin.
Le club de Saint-Cassien a aussi un accord avec le collège Léonard de Vinci de Montauroux pour que les collégiens disposent d'horaires aménagés pour s'entraîner par exemple aux Championnats de France.
En plus des rameurs de haut niveau, le club accueille des personnes qui pratiquent l'aviron en loisir.
Le lac de Saint-Cassien est également devenu un haut-lieu de la pêche à la carpe.
La chasse et la plongée subaquatique y sont interdites mais les activités de pédalo, canoë ou paddle y sont permises ainsi que la navigation à moteur (mais seuls les bateaux à moteur électrique sont autorisés). La pêche est réglementée (il faut être titulaire d'une carte de pêche).

## Faune et flore
L'eau du lac de Saint-Cassien, comme celle des autres lacs de la région est très trouble en surface, très froide et sans oxygène ni faune ni flore au-delà de dix mètres de profondeur[réf. nécessaire].
La faune y est riche en :
- oiseaux sédentaires ou migrateurs,
- écrevisses américaines (Orconectes limosus),
- mollusques (anodontes - corbicules - limnés - physes),
- batraciens,
- poissons[7] : le peuplement piscicole du lac de Saint-Cassien est dominé par les espèces de la famille des cyprinidés : carpe commune (dont la forme type, la carpe miroir et la carpe cuir), gardon, rotengle, brème, ablette. On trouve des  gambusies le long des berges. D'autres espèces sont également fréquentes : le brochet, le sandre, la perche commune, la perche soleil, le silure, le poisson chat. On trouve également la tanche, le chevaine et l'achigan.

Le poisson-chat, la perche soleil et l'écrevisse américaine appartiennent à la liste des espèces « susceptibles de provoquer des déséquilibres biologiques » en France.

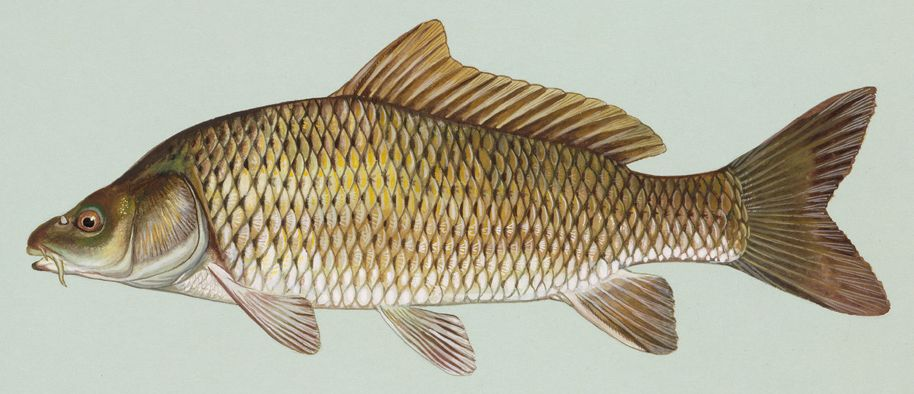
Carpe commune
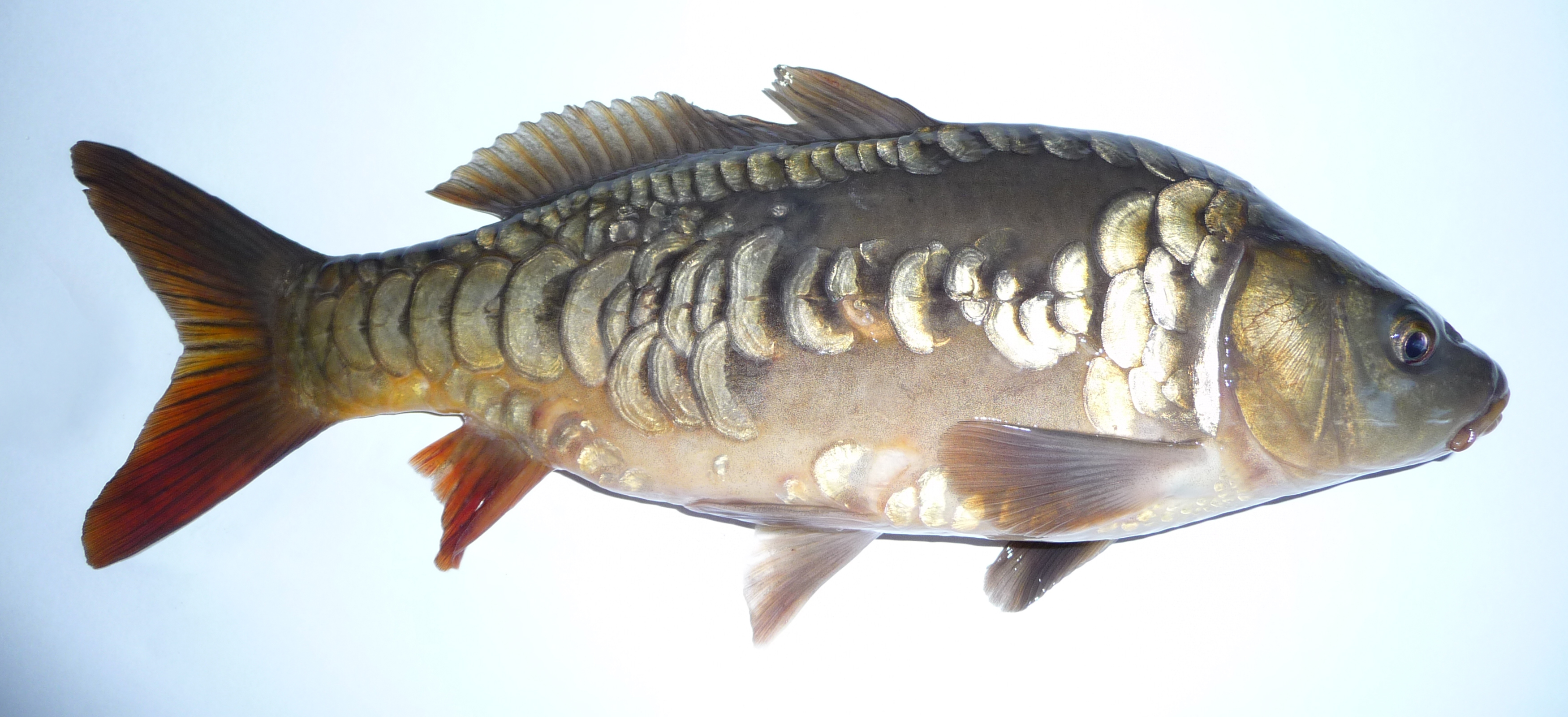
Carpe miroir
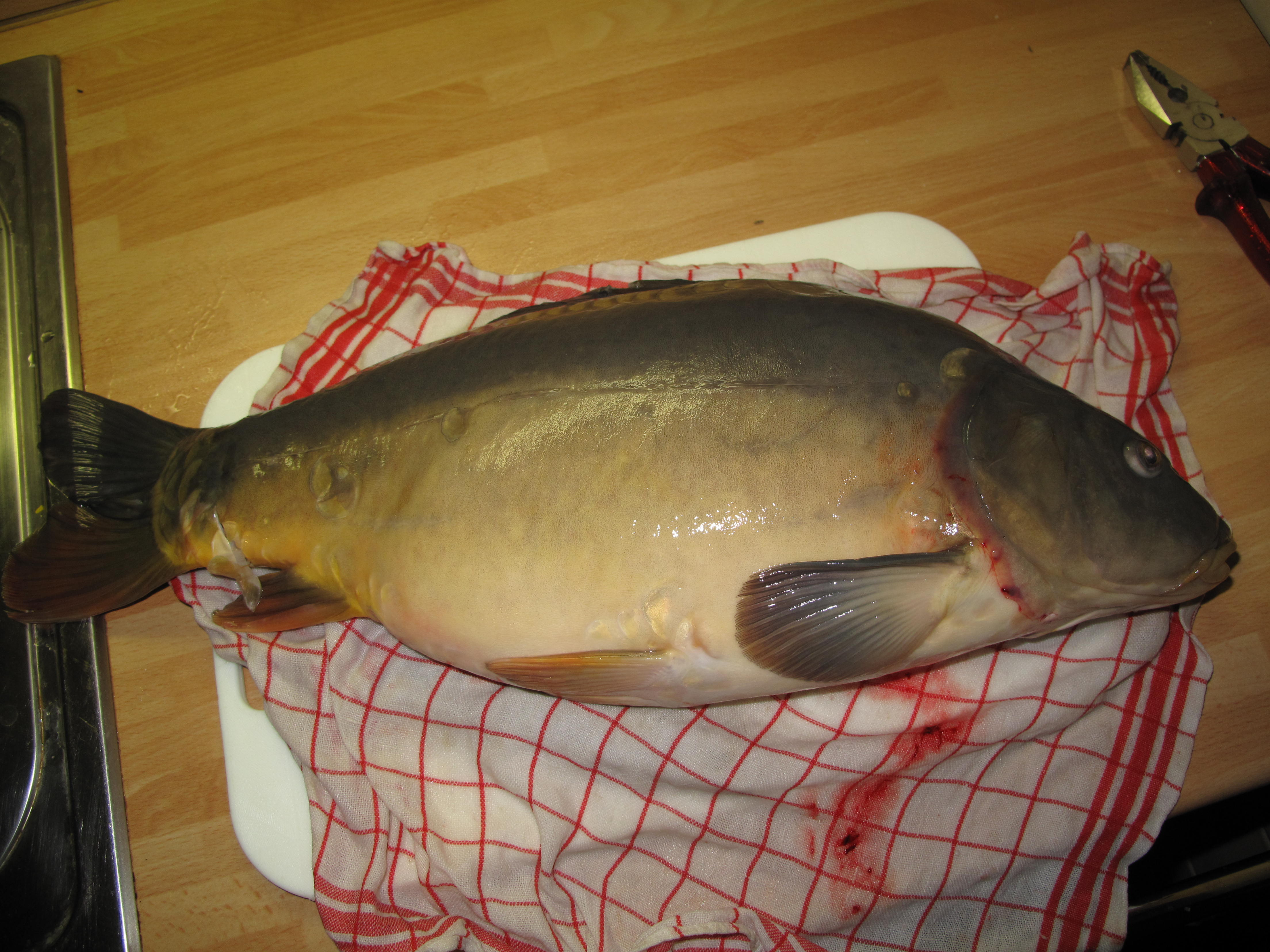
Carpe cuir
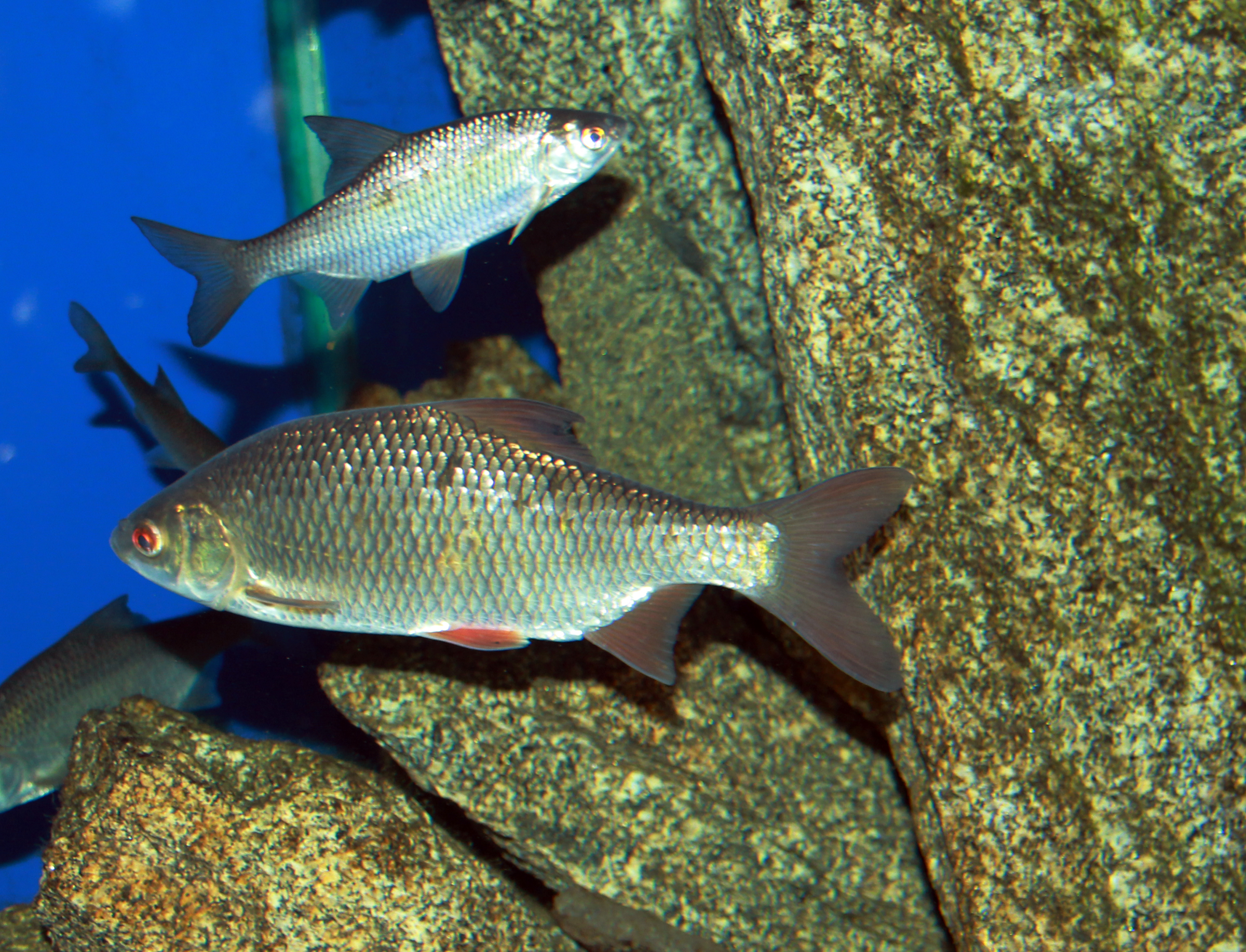
Gardon
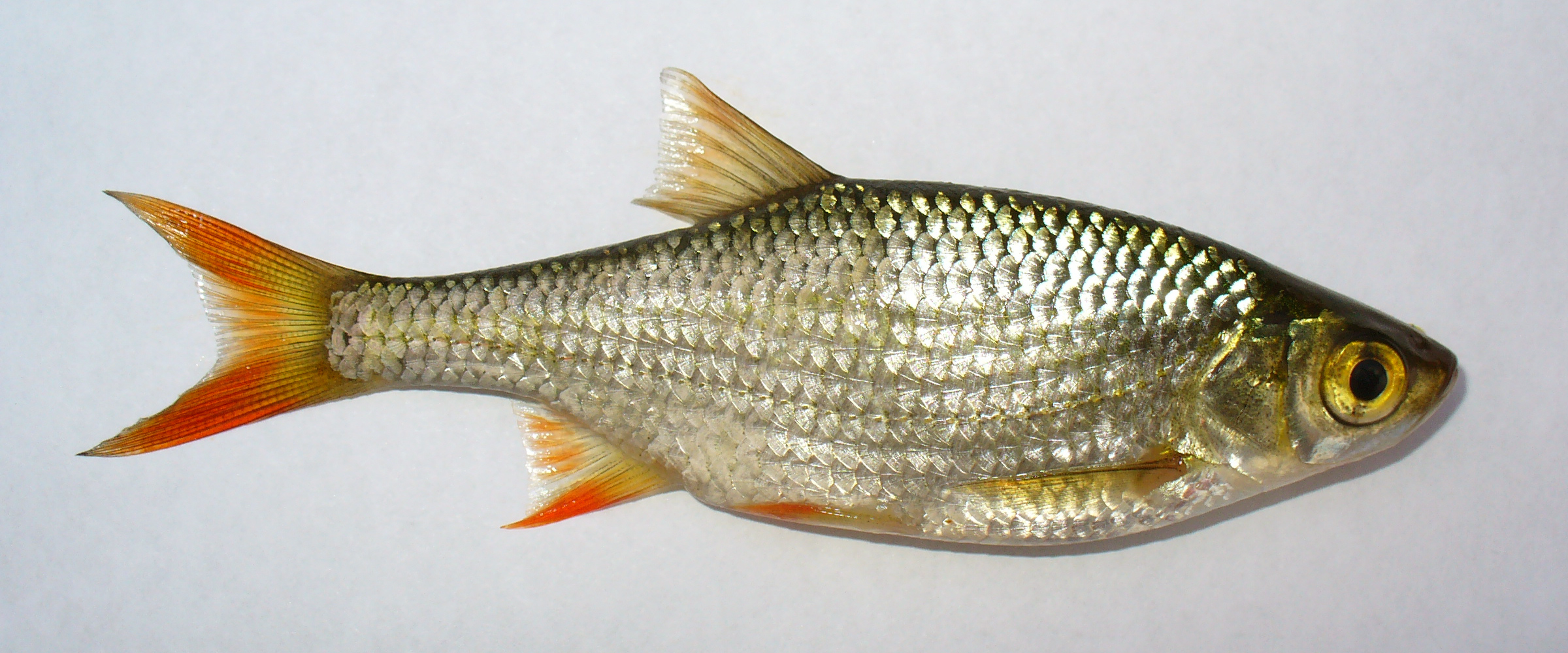
Rotengle
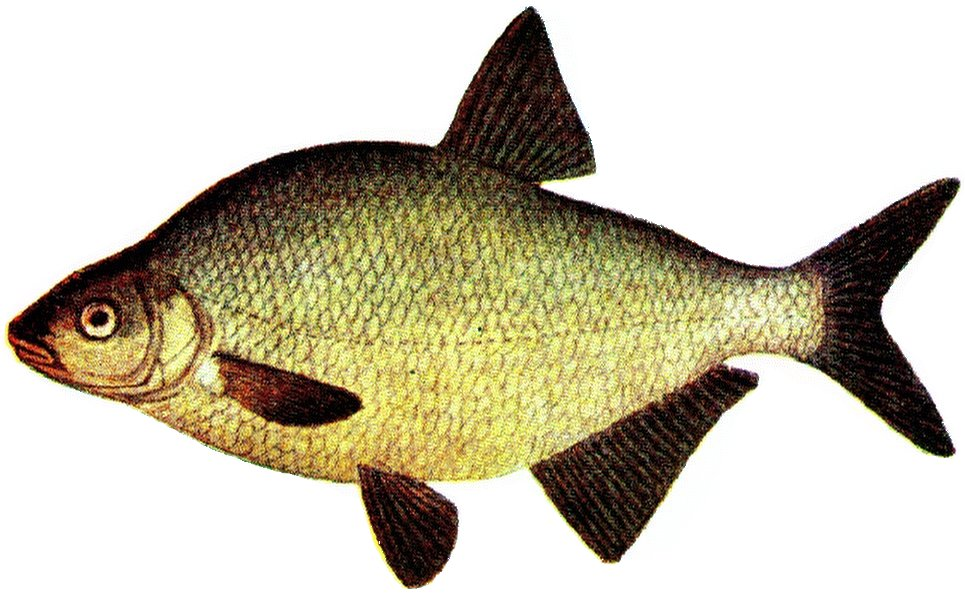
Brème
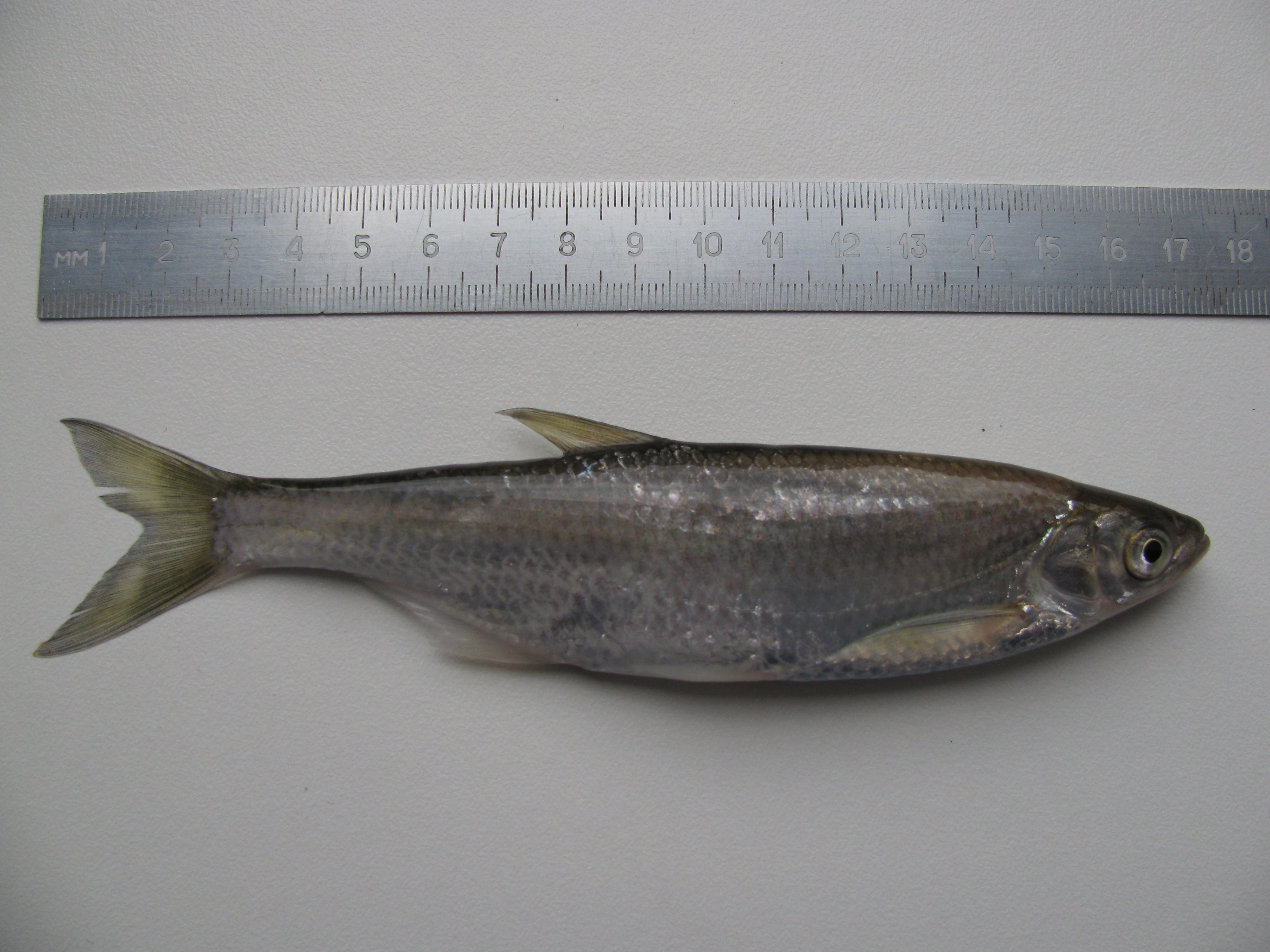
Ablette
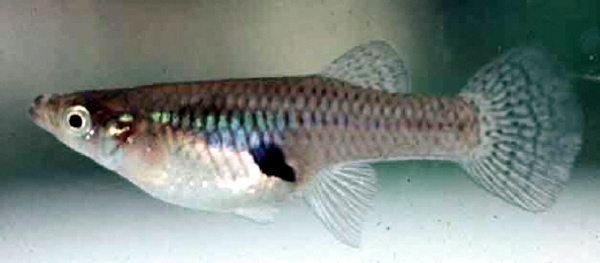
Gambusie
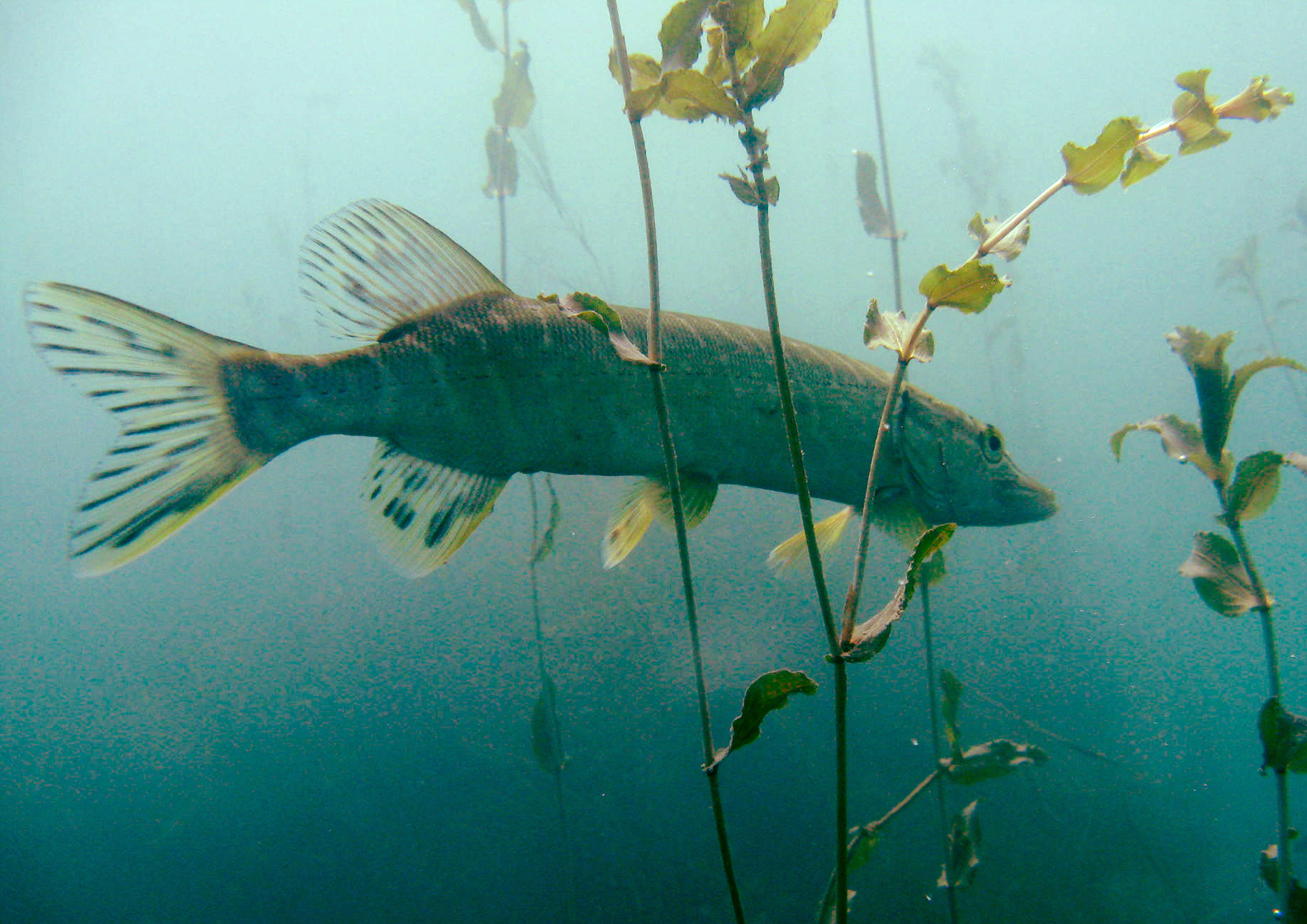
Brochet
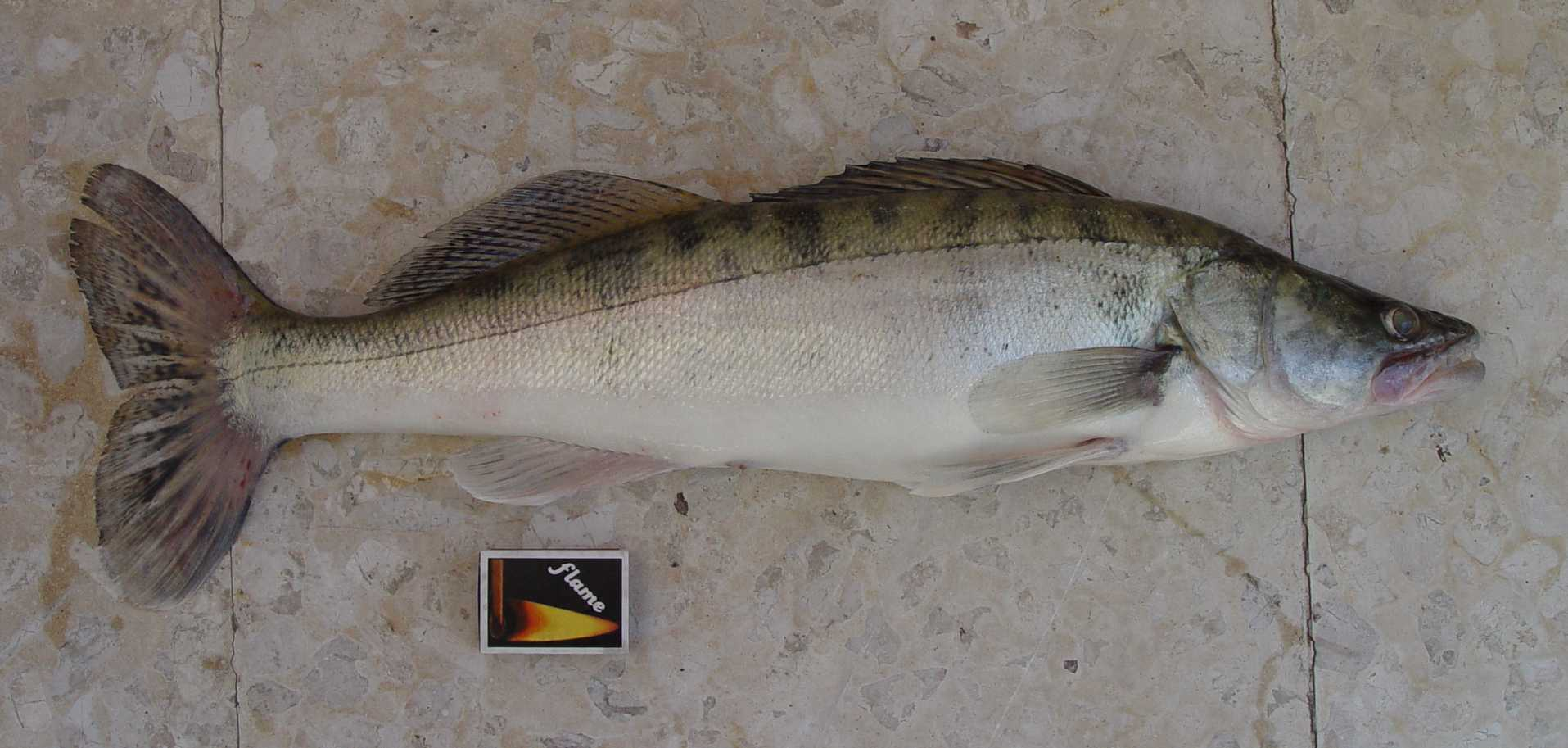
Sandre
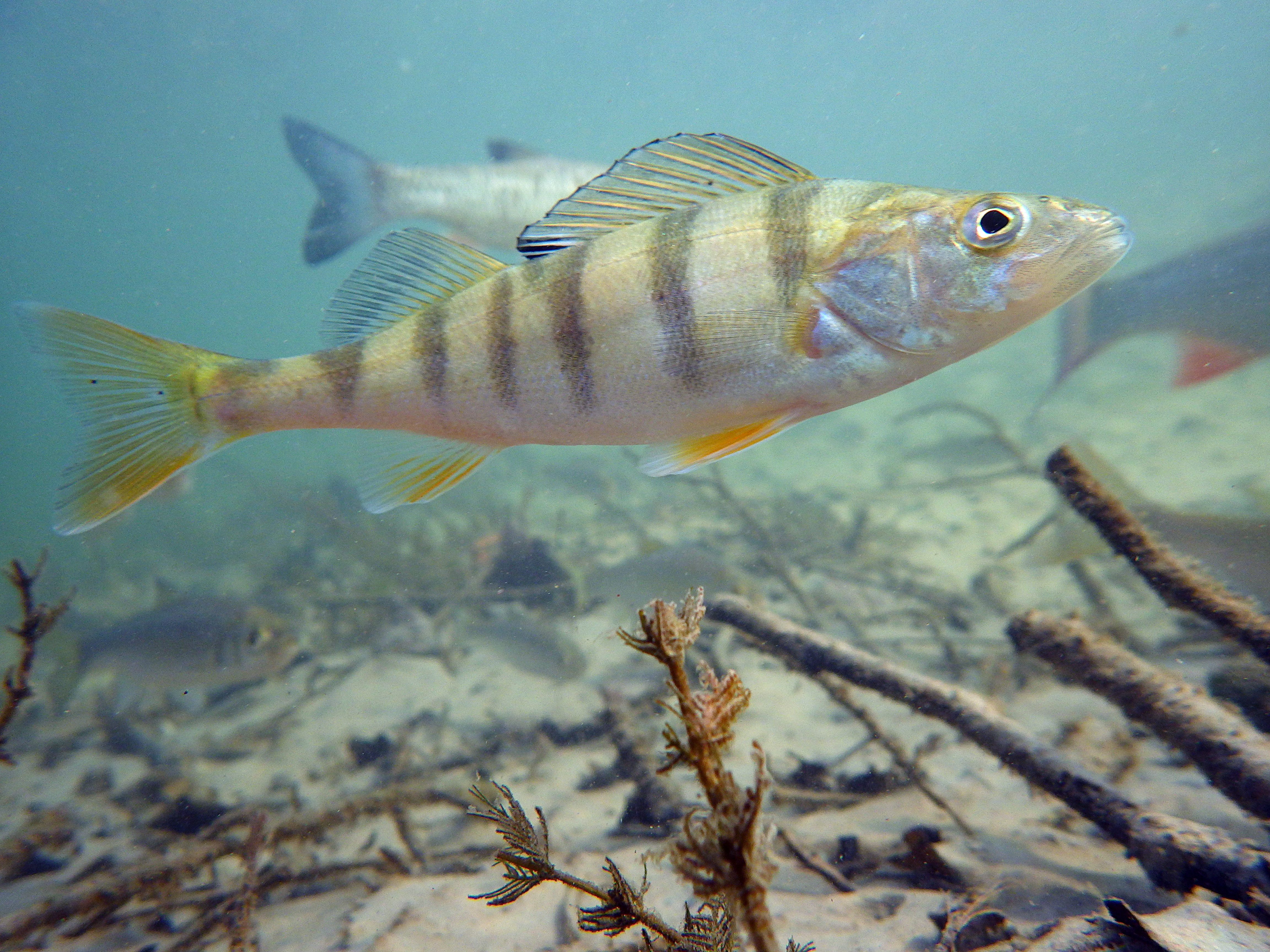
Perche commune
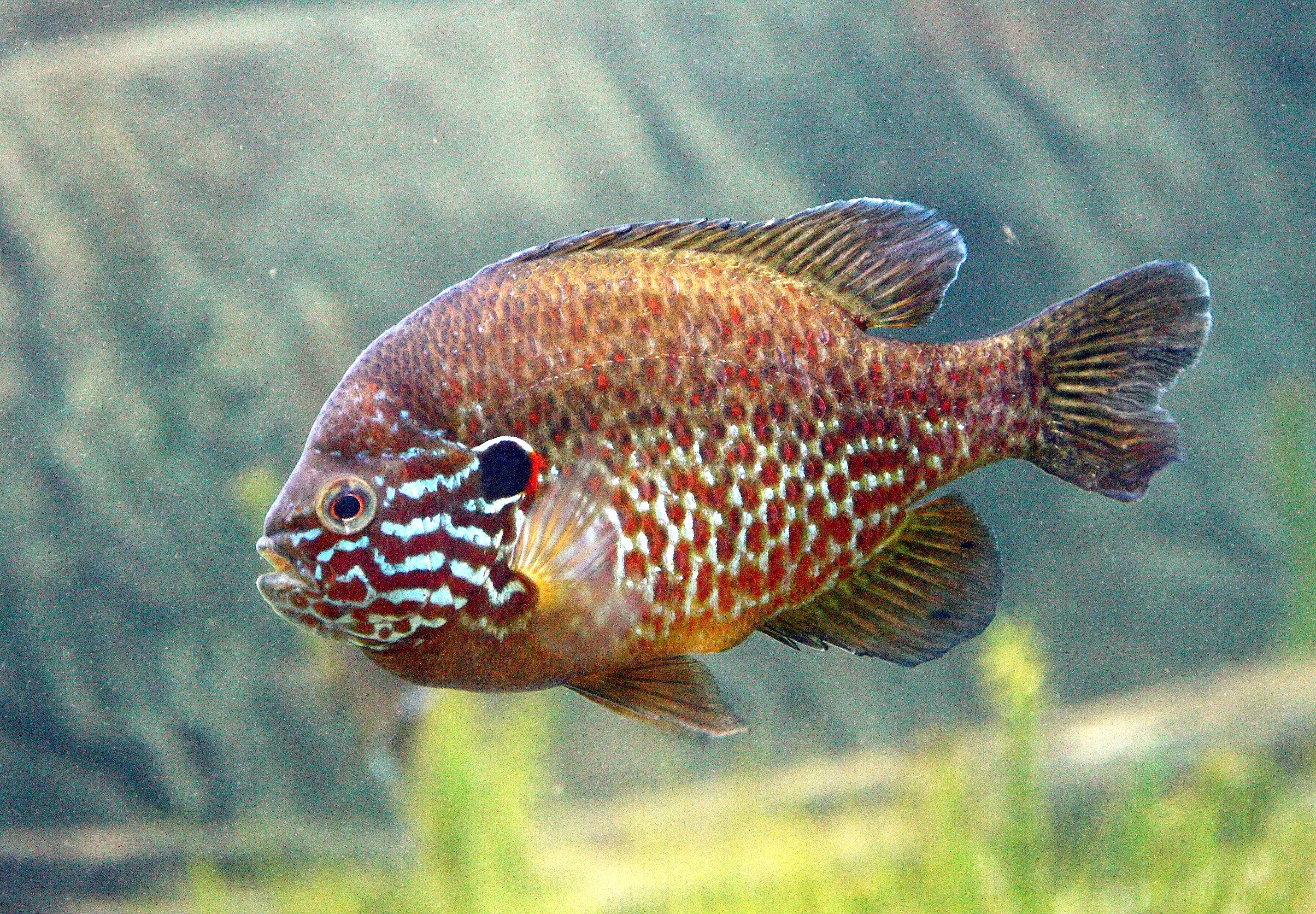
Perche soleil
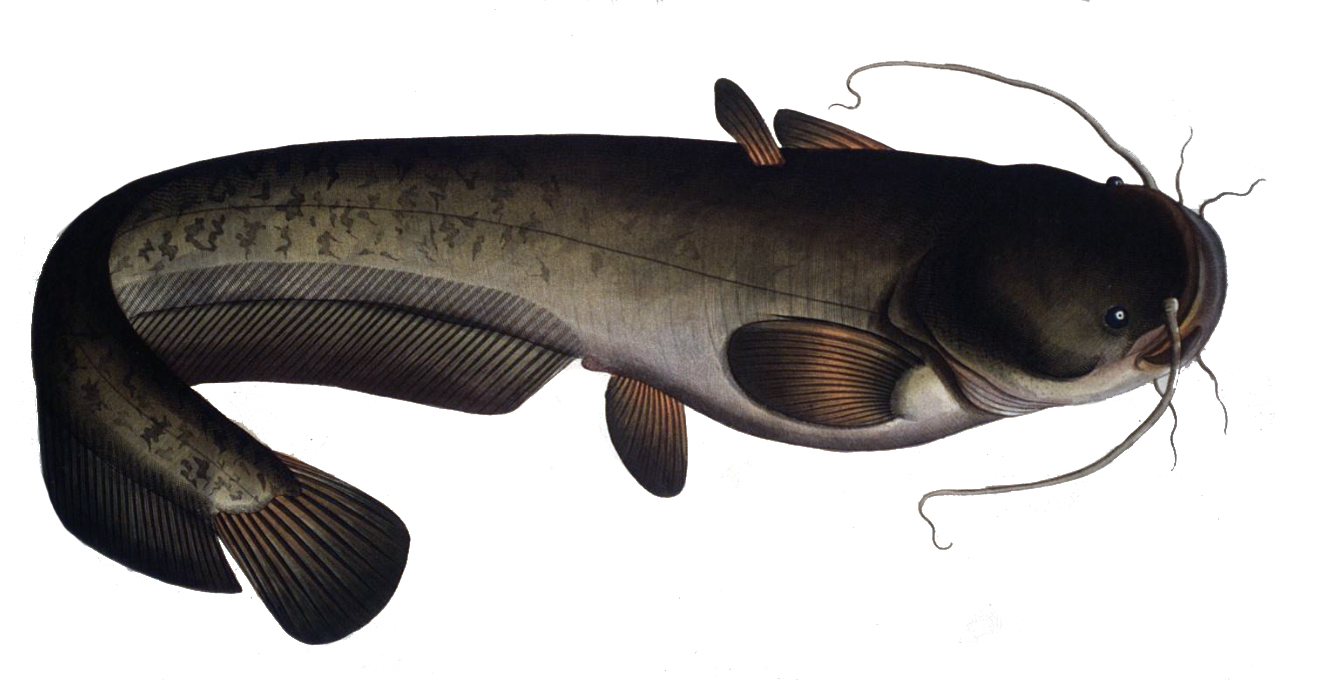
Silure
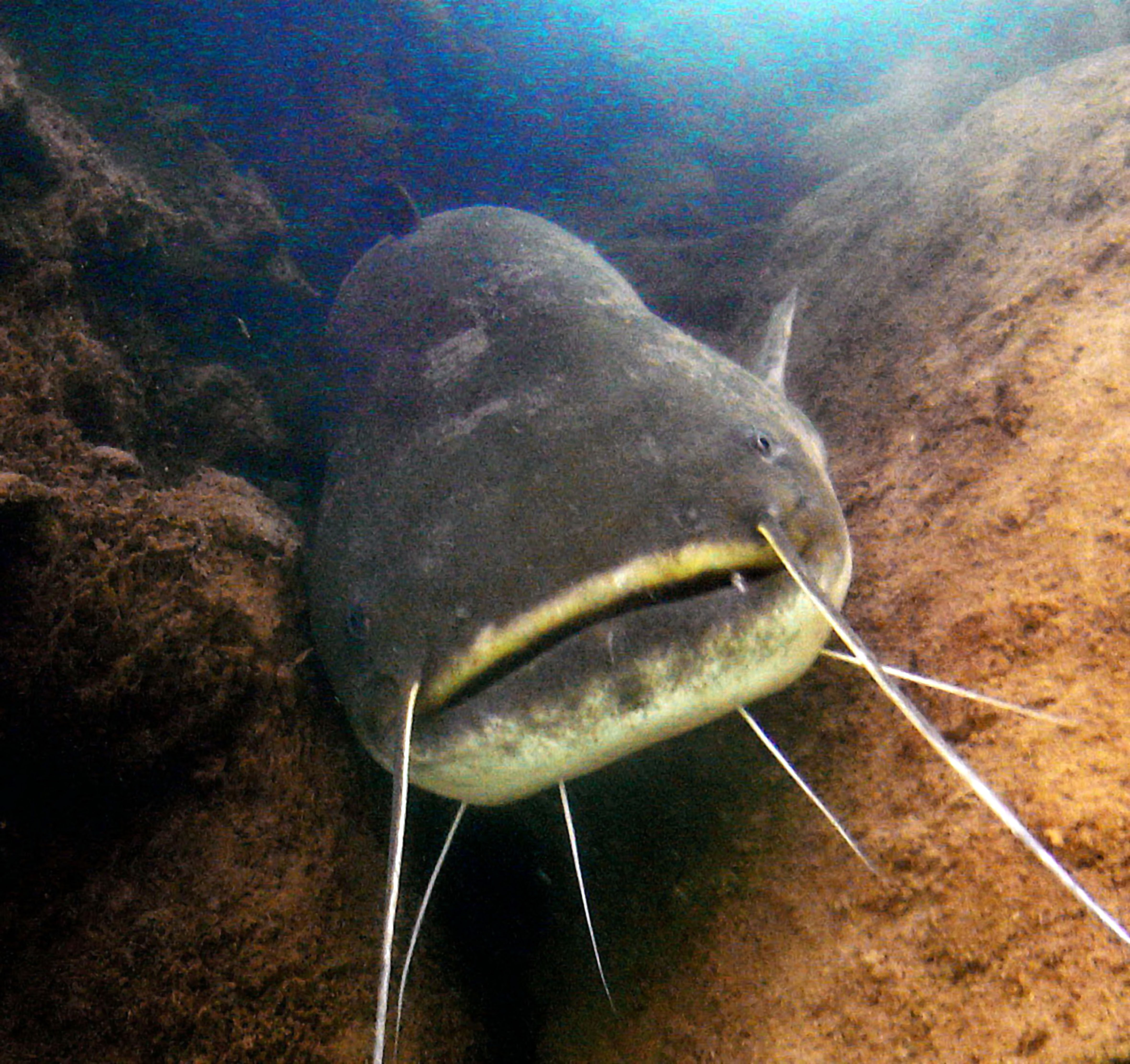
Silure à l'affut
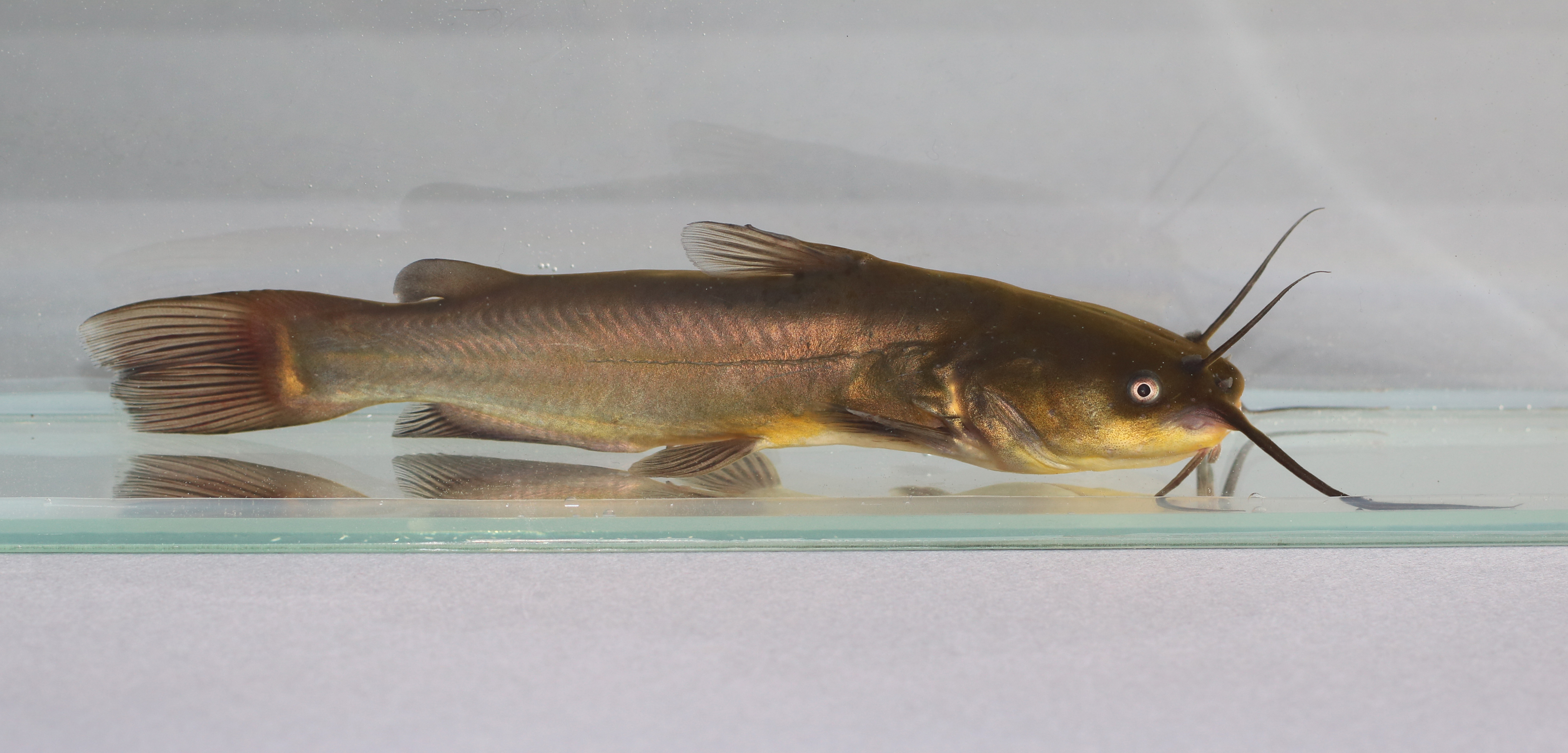
Poisson-chat
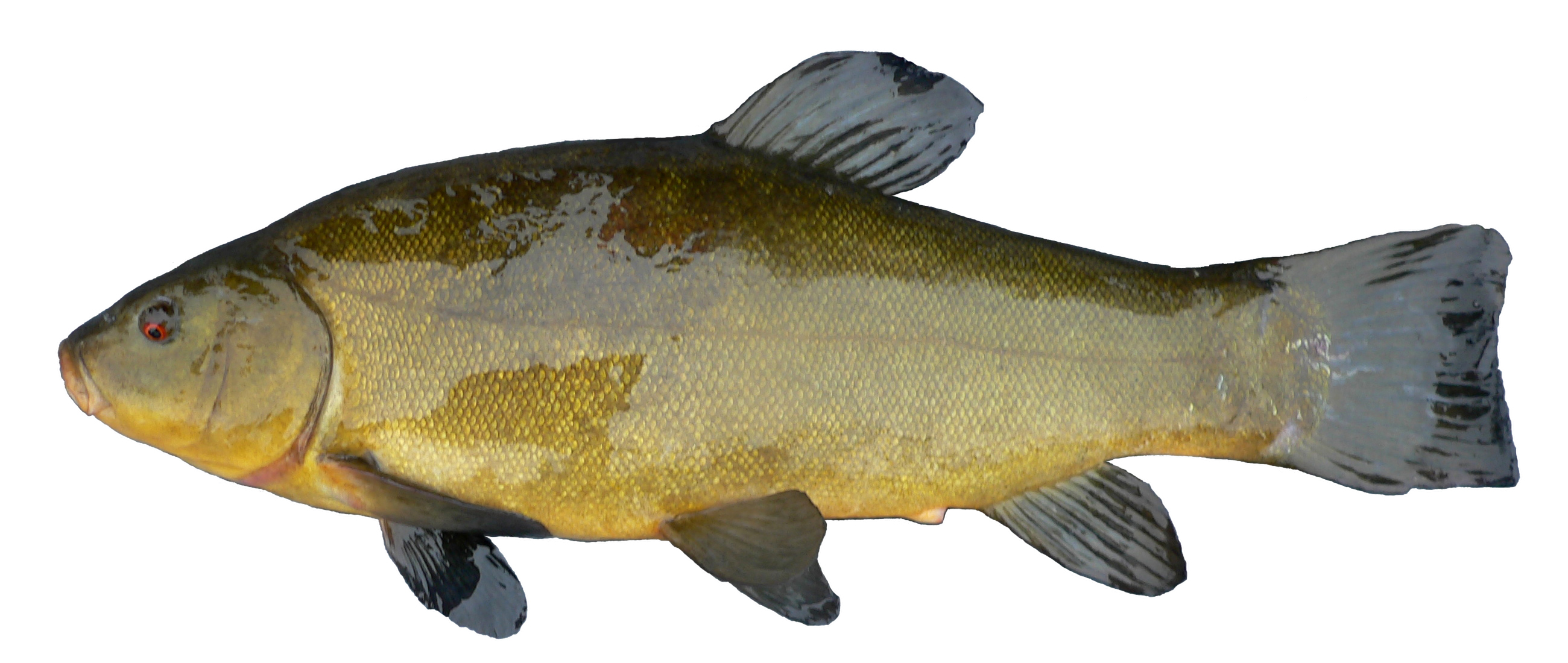
Tanche
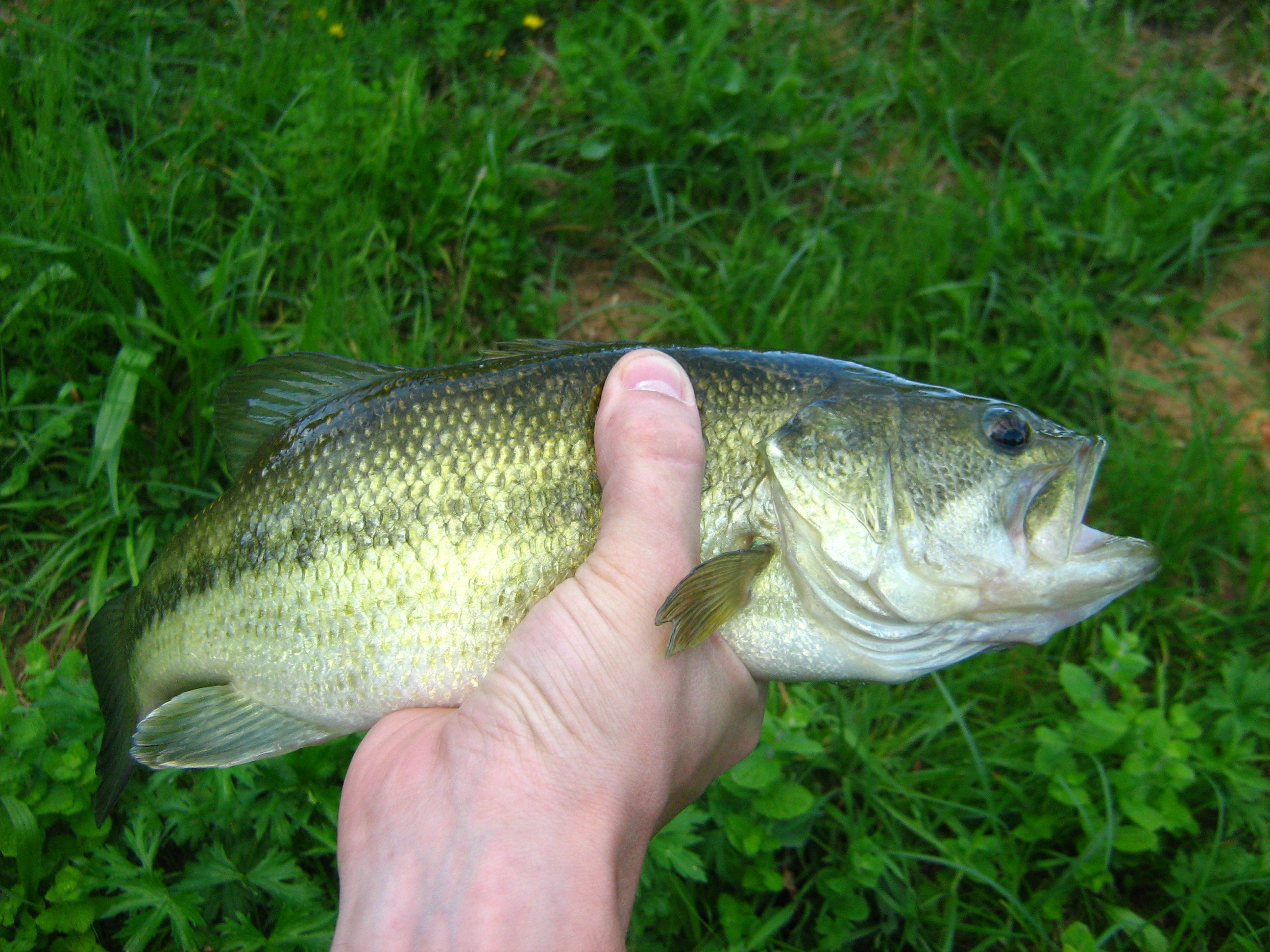
Achigan à grande bouche

La flore est constituée essentiellement de myriophilles aquatiques (envahissantes), de spirogia[réf. nécessaire], d'azolla, d'élodée et de potamogéton.

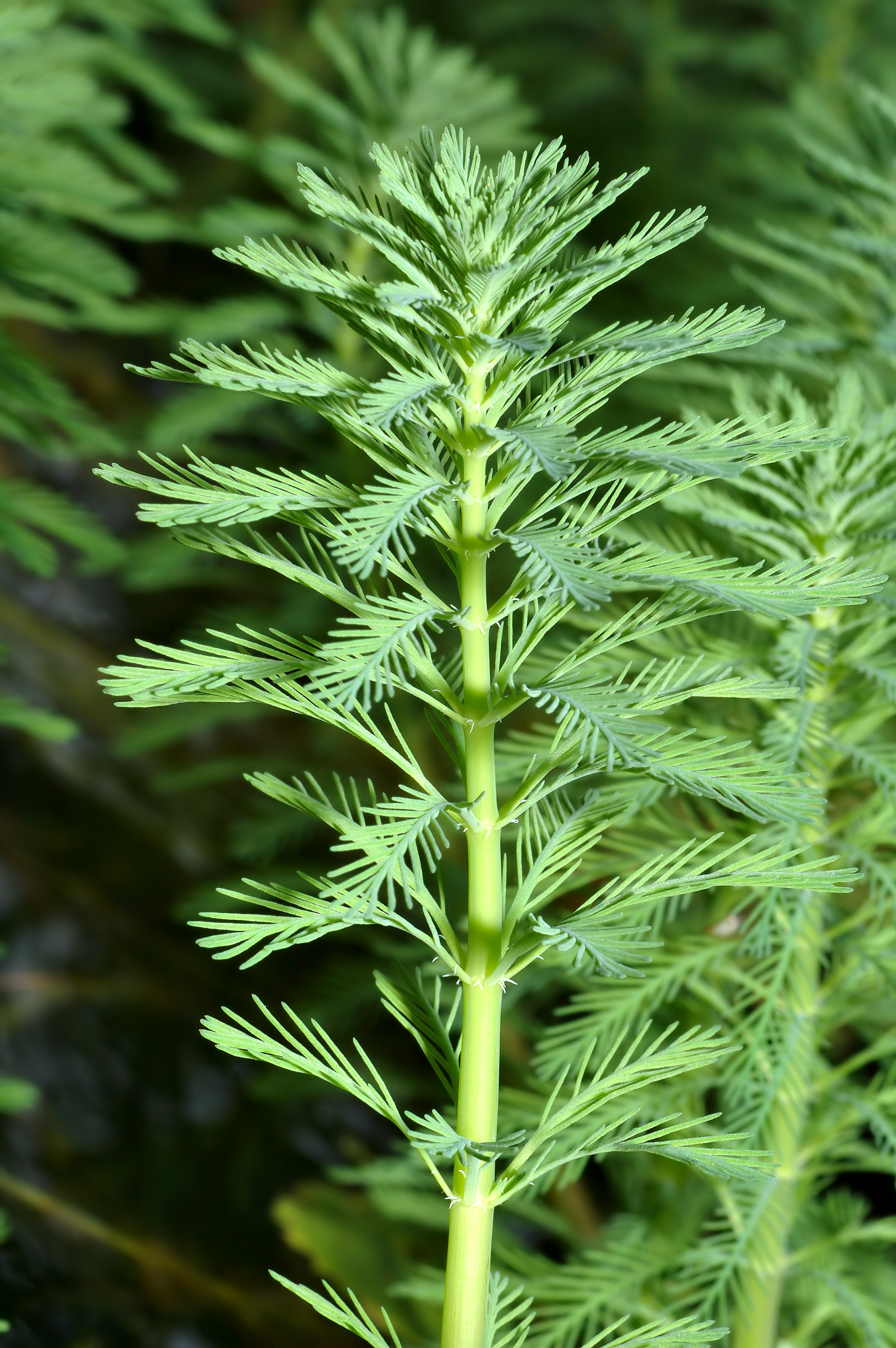
Myriophille aquatique
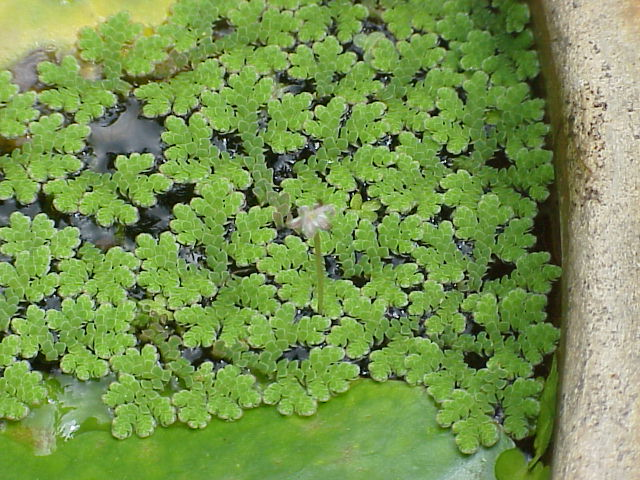
Azolla
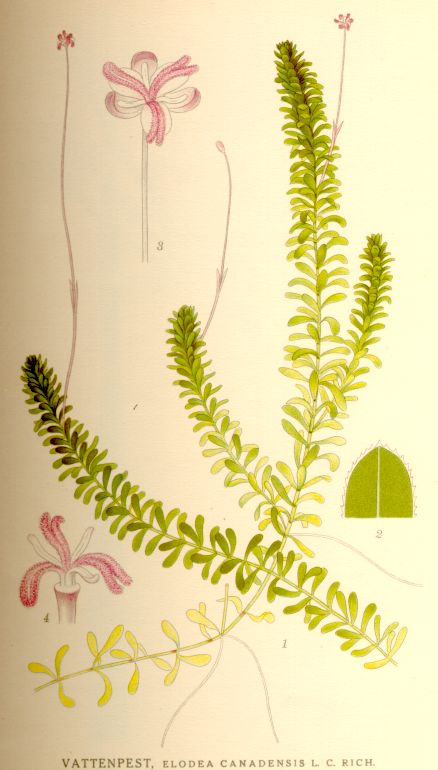
Elodea canadensis
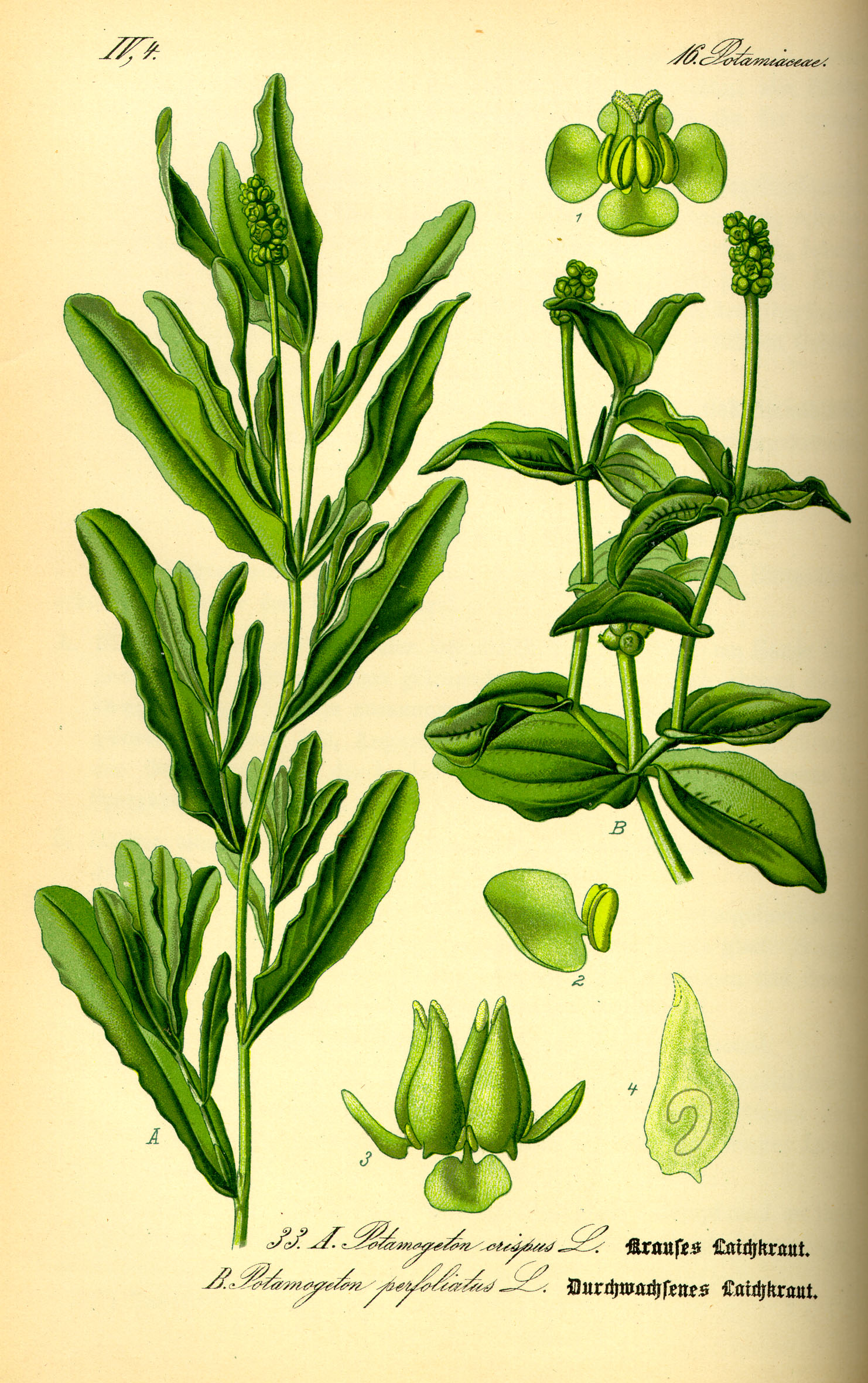
Potamot

## Toponymie et topographie du lac de retenue EDF

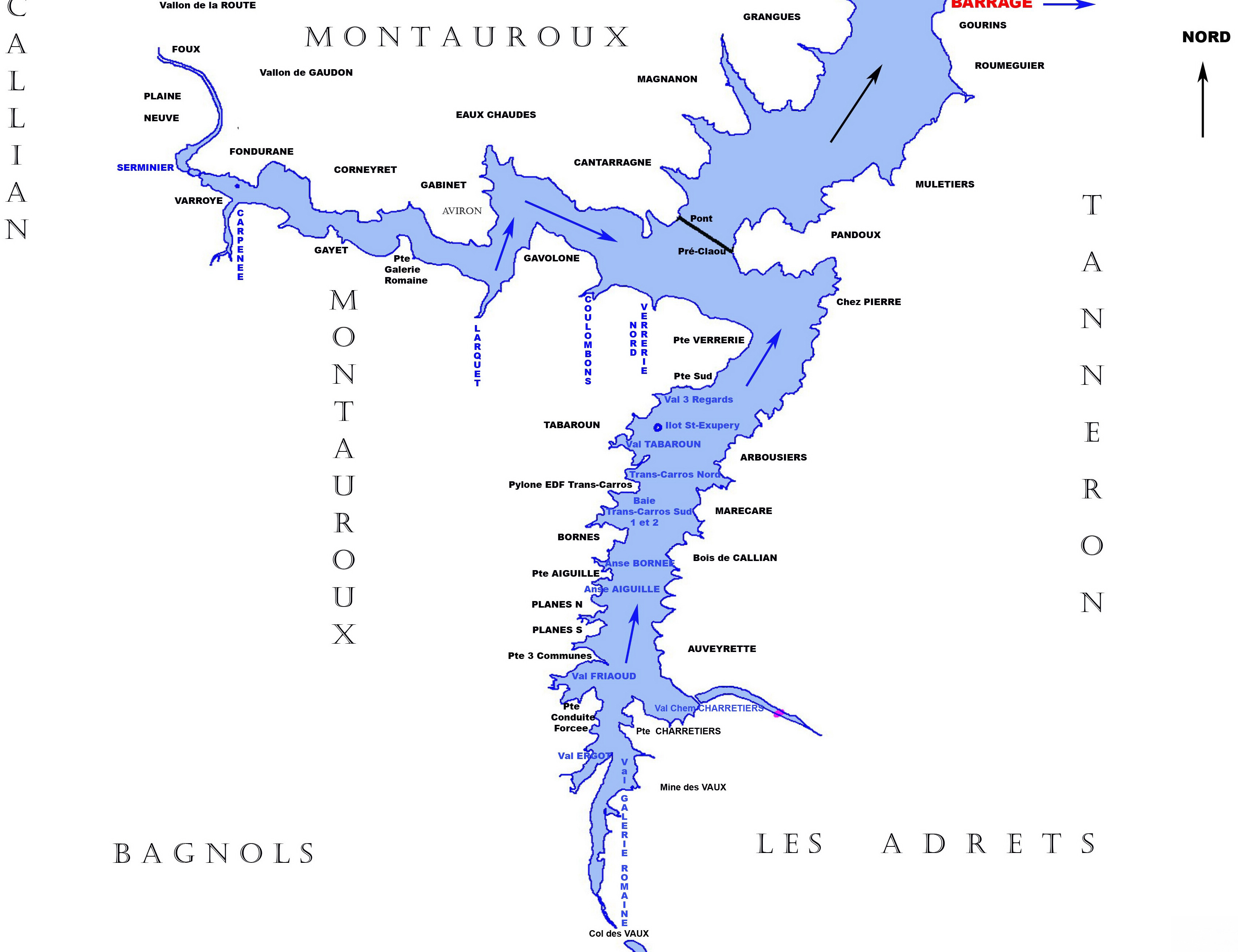

Le lac étant situé dans une région de forêts quasi inhabitées, on ne retrouve sur les cadastres que très peu de noms d'écarts ou de quartiers : il a ainsi fallu baptiser des zones plus ou moins anonymes ou portant des noms identiques (Biançon).

## Trajet de l'aqueduc romain immergé de Mons à Fréjus
D'après un document publié dans les Cahiers d'Archéologie Subaquatique en 2007 :
- en rouge le tracé de l'aqueduc romain
- en noir = tunnels
- en vert clair = canal 'Jourdan' (1892)
- en vert foncé = canal E2S de 1965

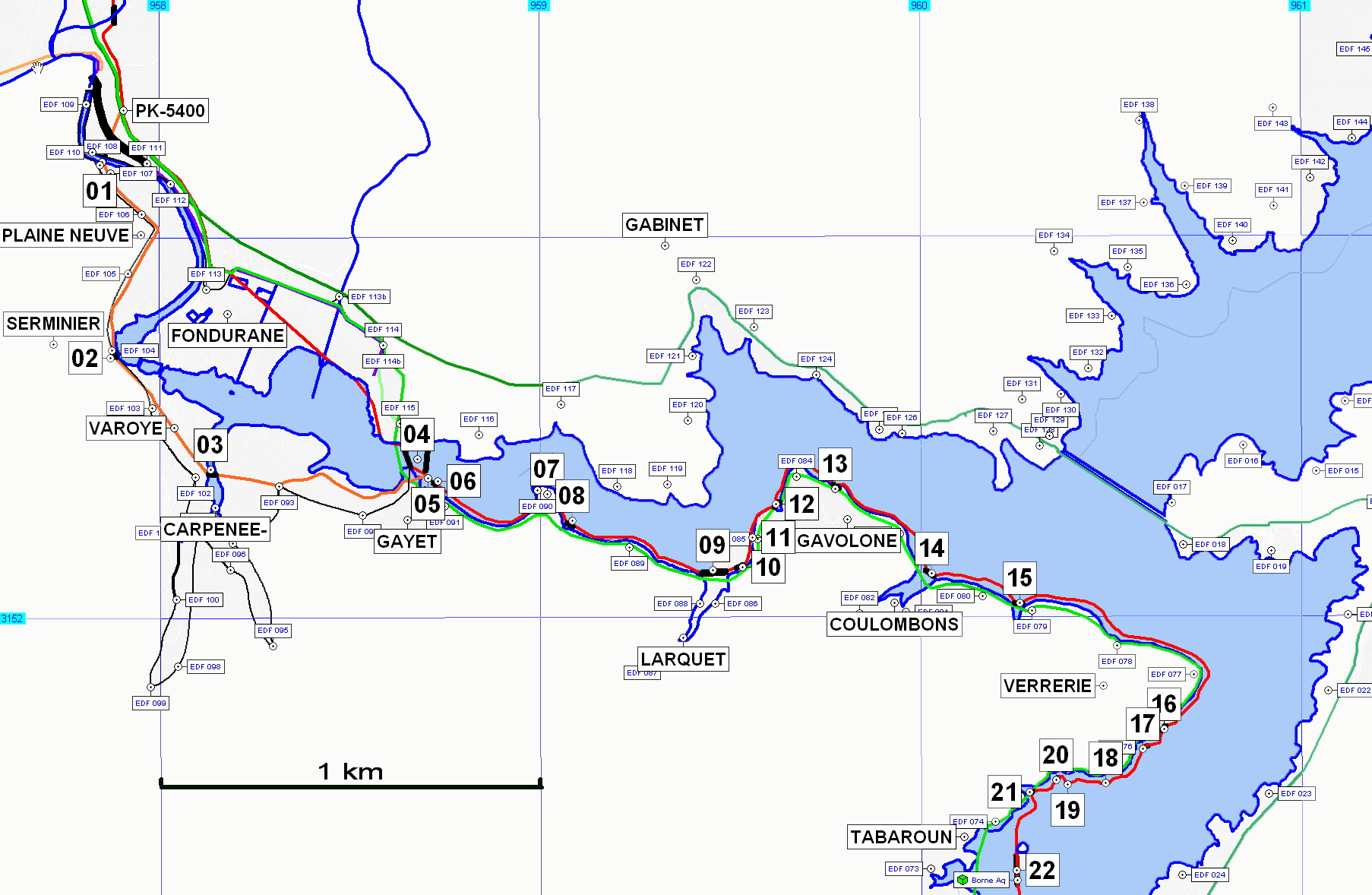
Branche ouest du lac
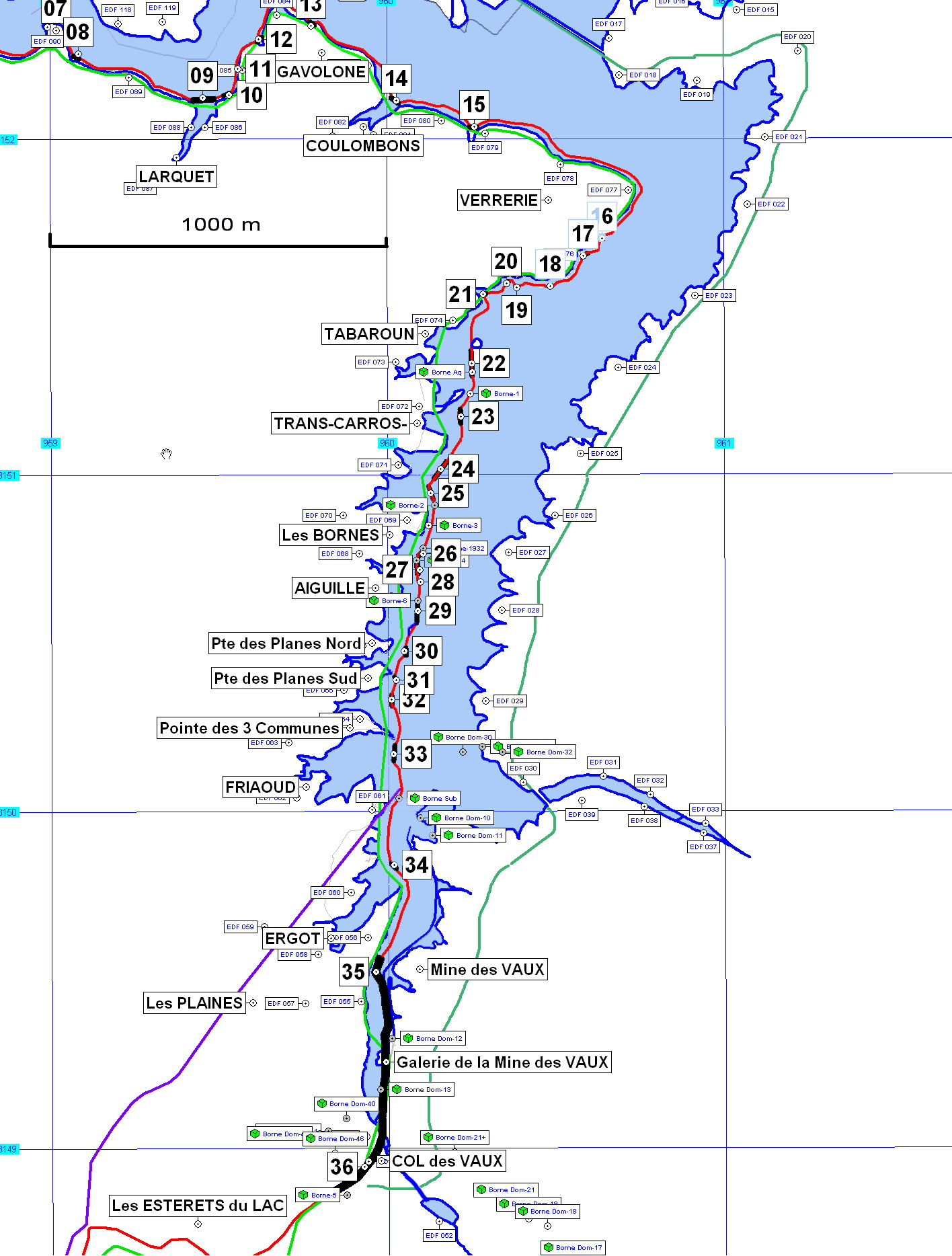
Branche sud du lac

## Galerie

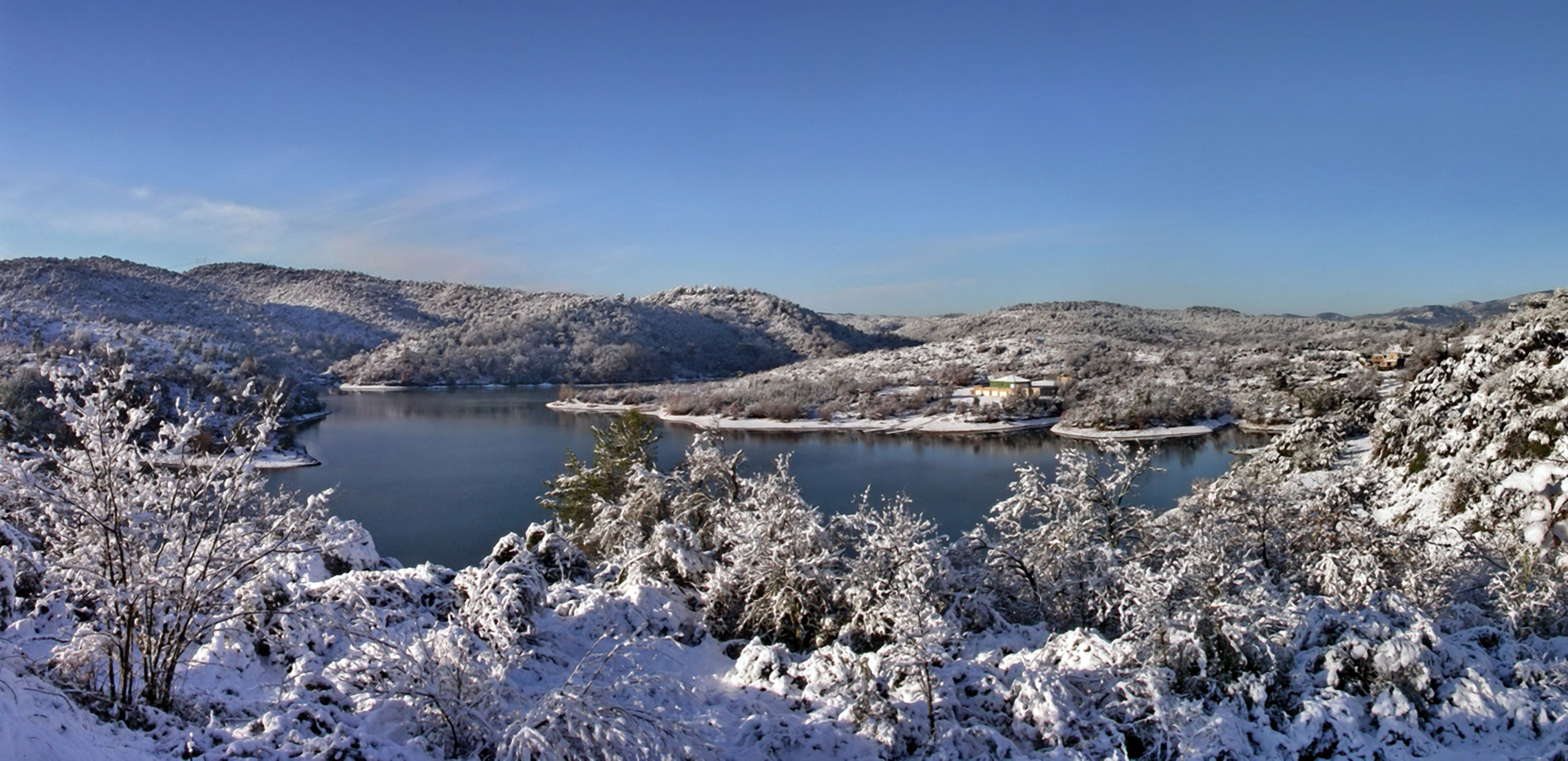
Saint-Cassien en hiver sous la neige.
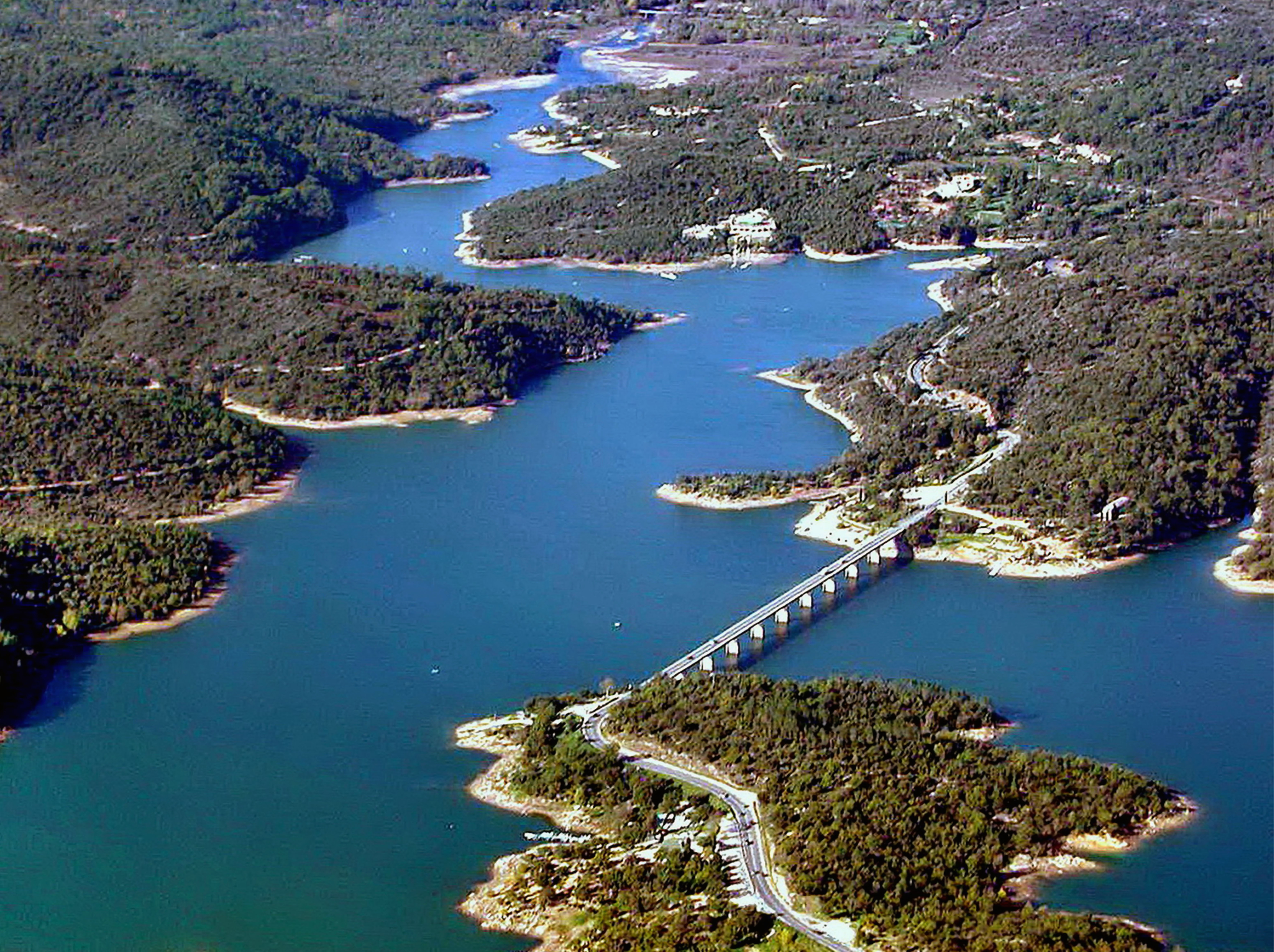
Le Pont du Pré-Claou.
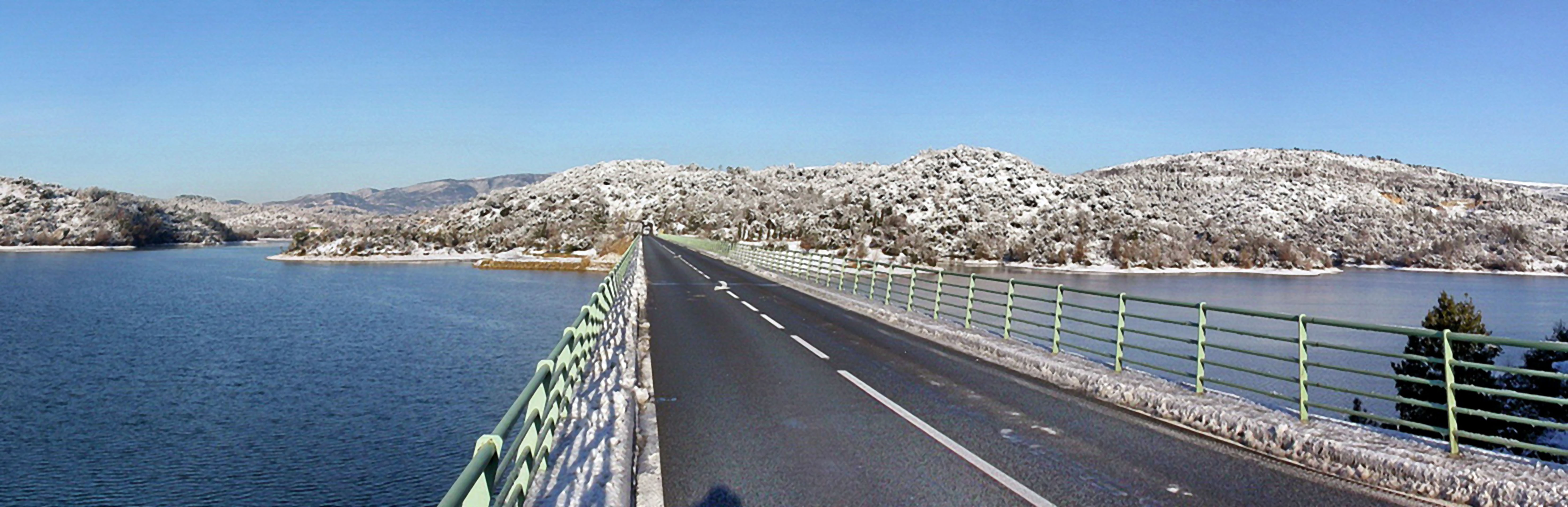
Le pont du Pré-Claou en Hiver.
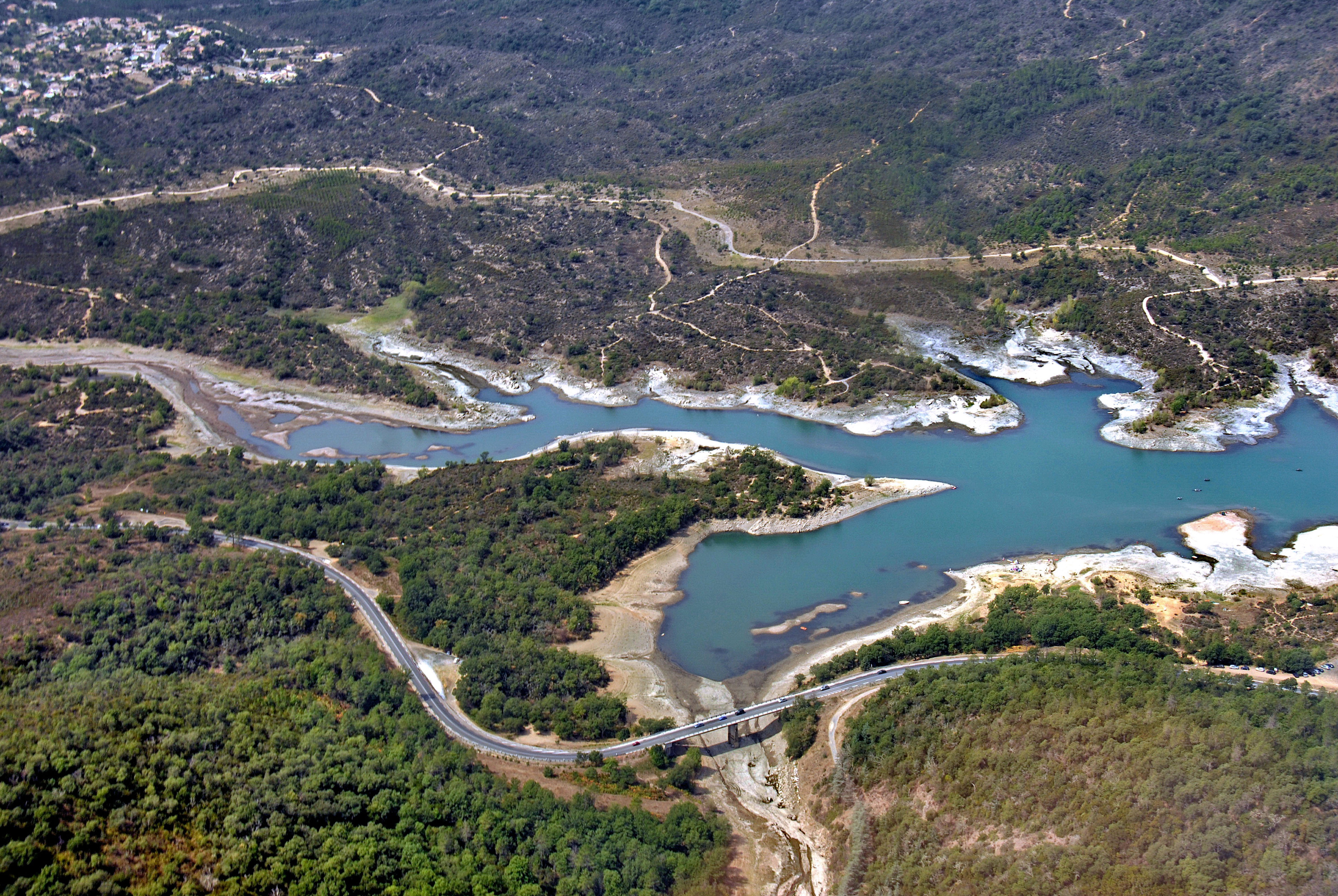
Le vallon des Vaux en hiver.
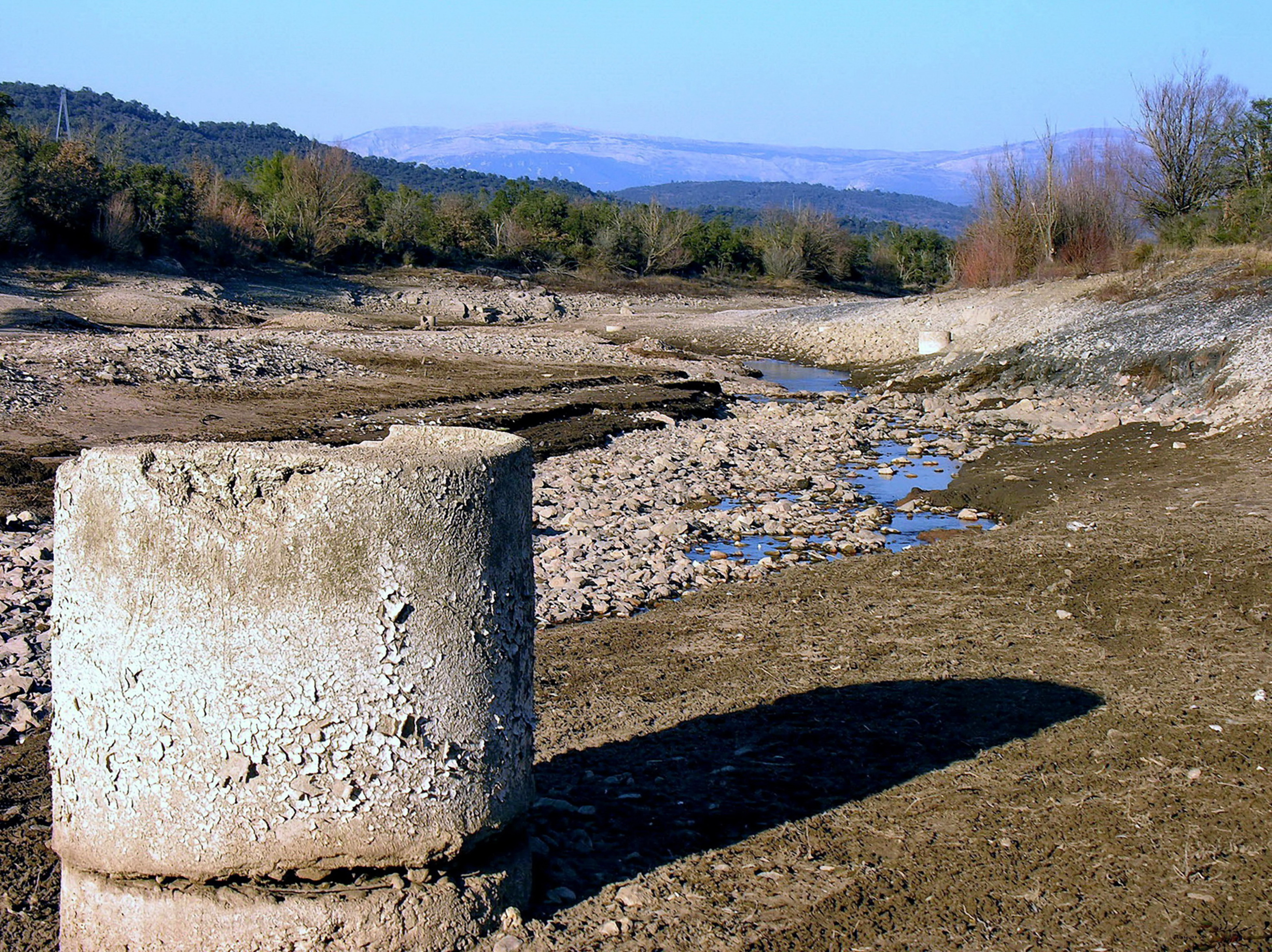
Le vallon des Vaux asséché, et les regards d'accès à la galerie romaine.
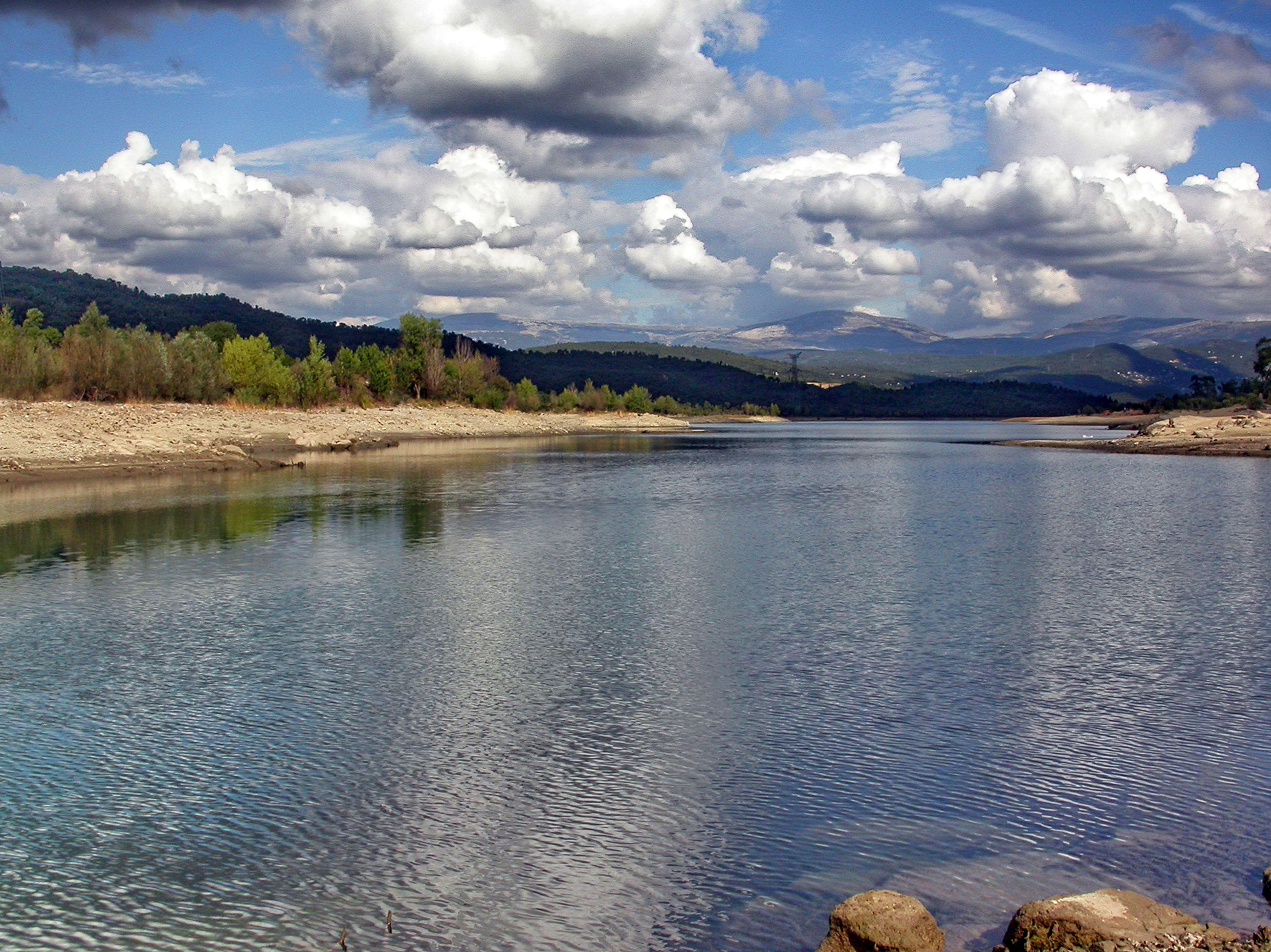
Les Trois Communes.
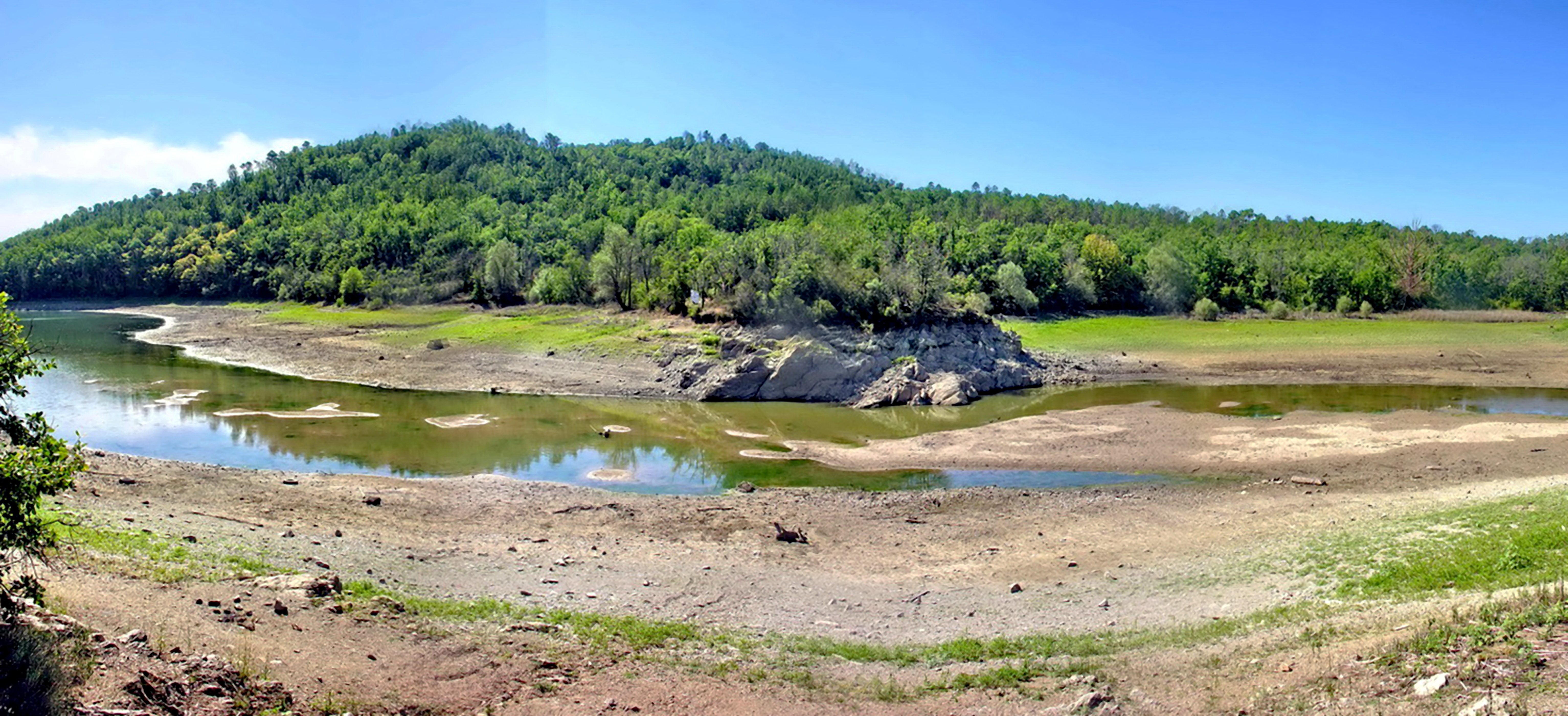
Branche Ouest - Fondurane à sec (2006).
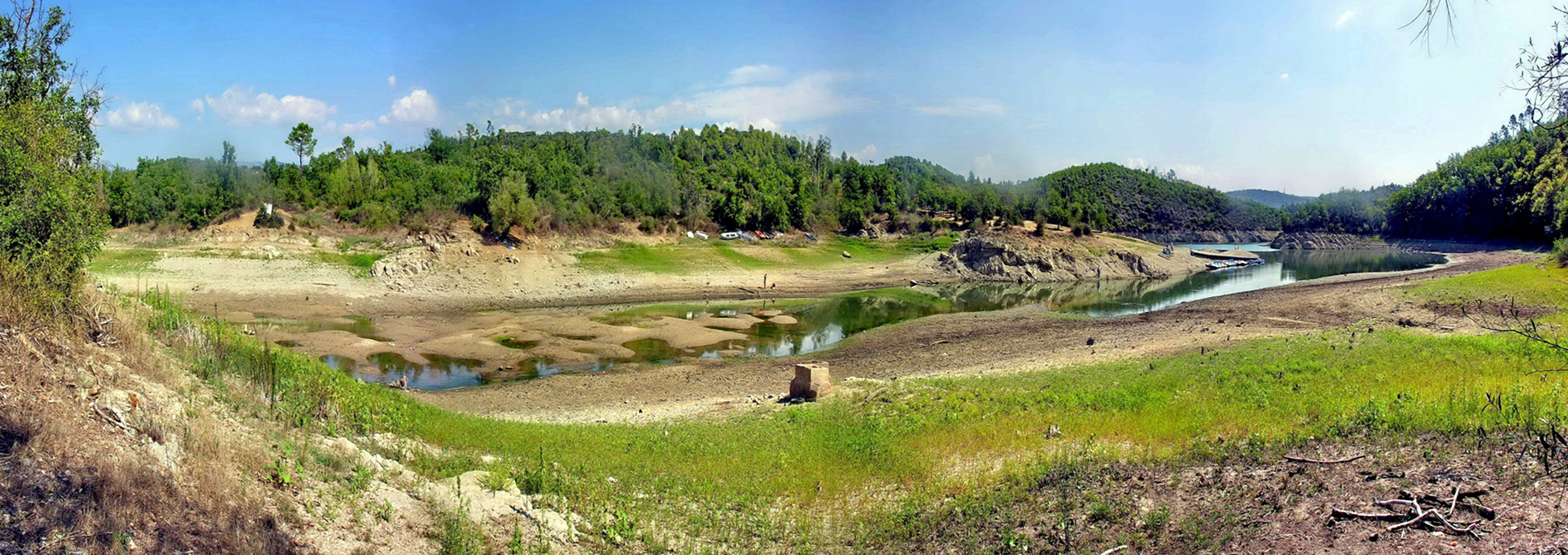
Branche Ouest - Gayet à sec (2006).
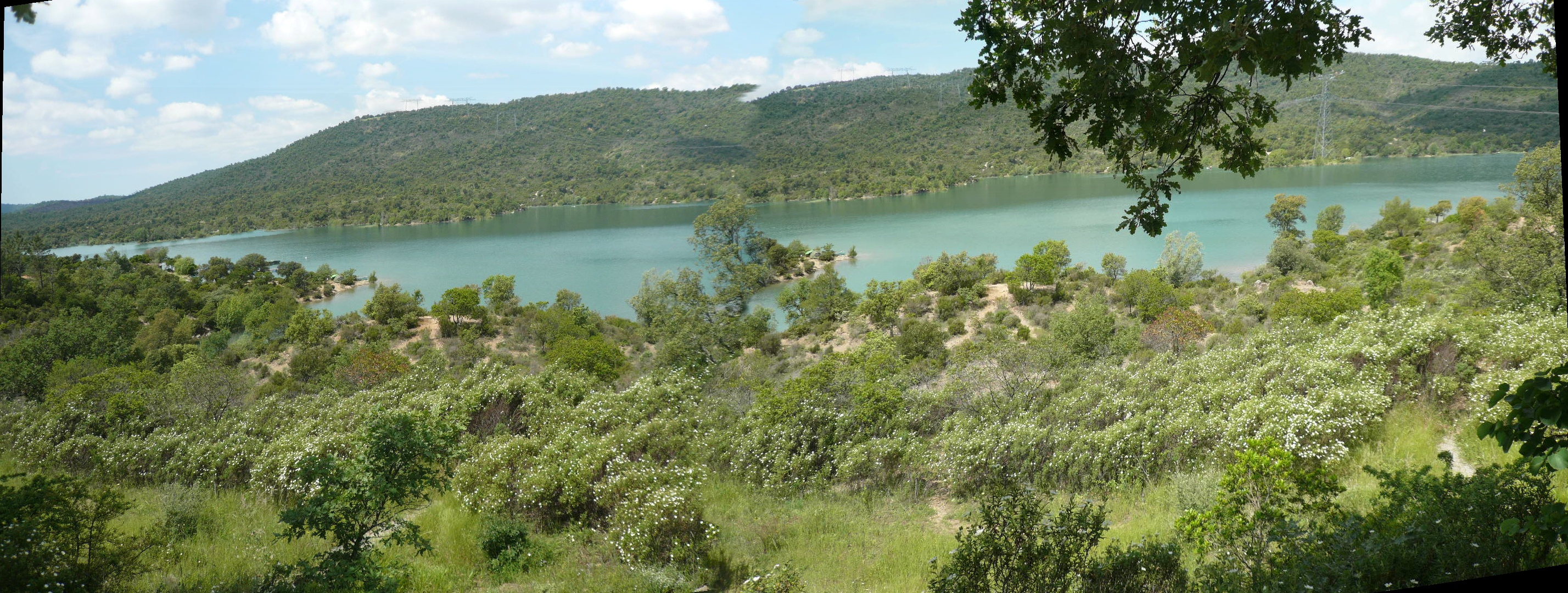
Panorama sur le lac Saint-Cassien depuis les collines.
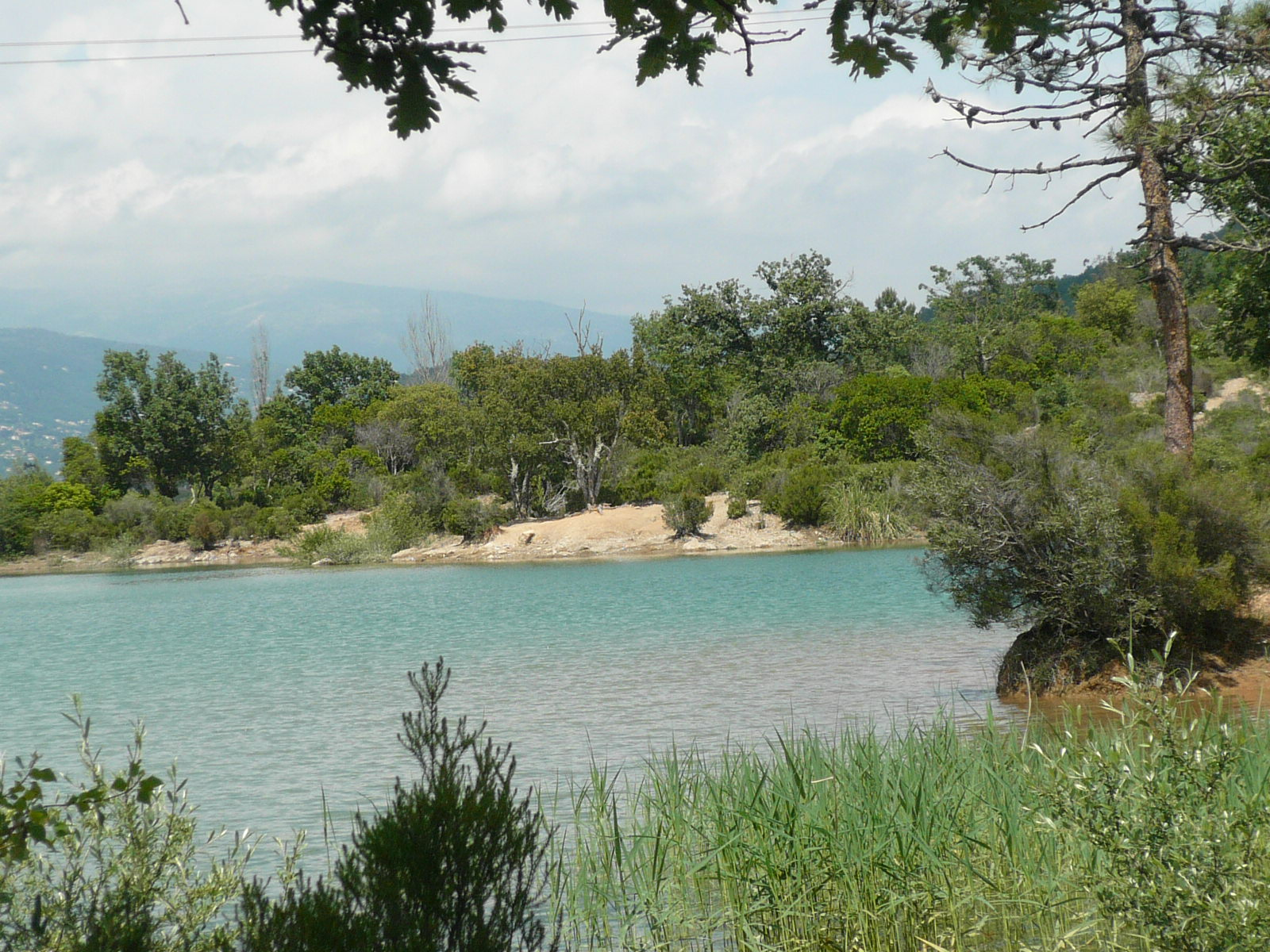
Vue sur le lac Saint-Cassien depuis la berge.
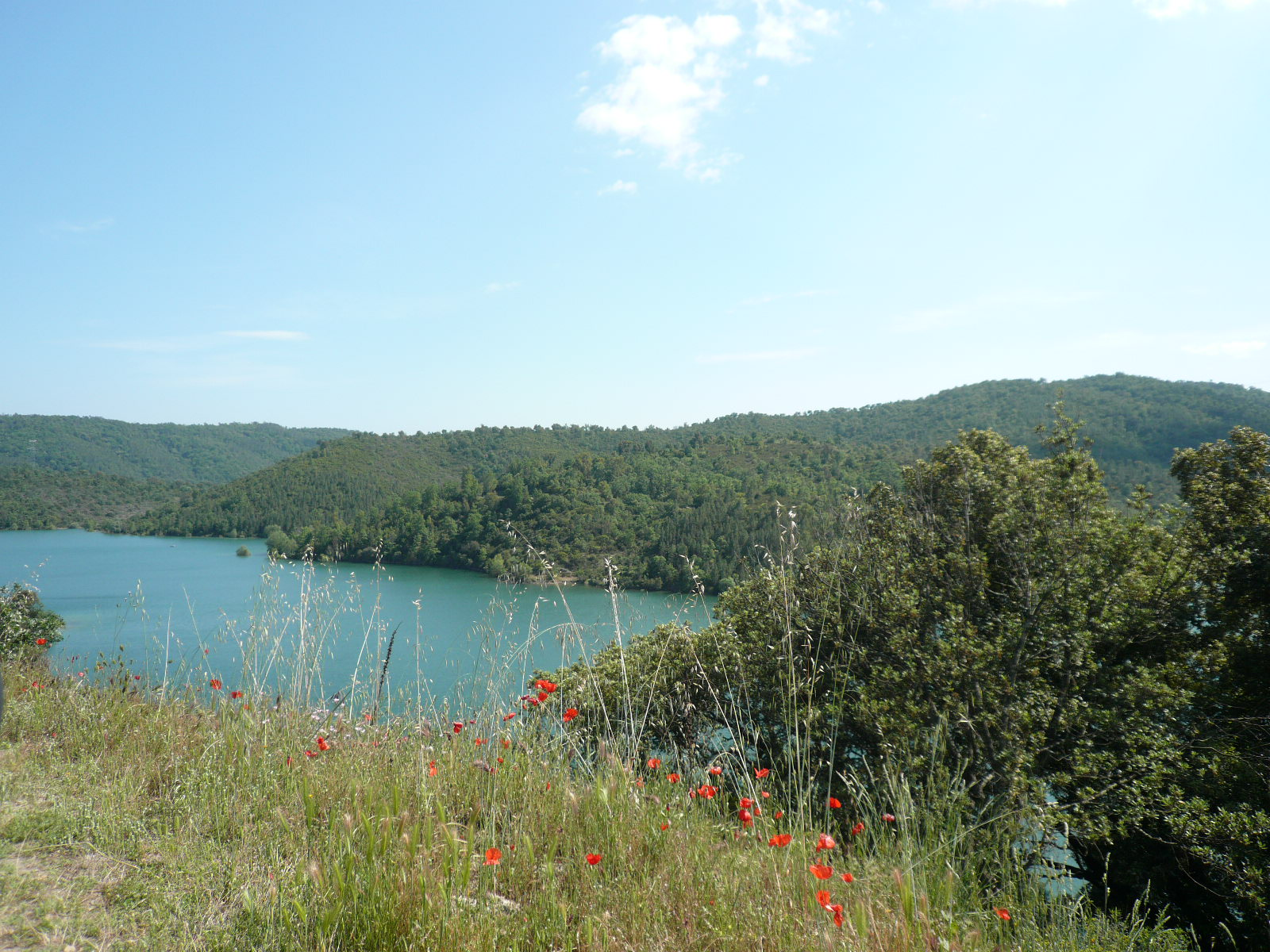
Vue du lac depuis les collines.